# Mistrzostwa Świata w Snookerze 2020
Mistrzostwa Świata w Snookerze 2020 (ang. 2020 Betfred World Snooker Championship) – 83. edycja mistrzostw świata w snookerze, która odbyła się w dniach 31 lipca – 16 sierpnia 2020 roku w Crucible Theatre w Sheffield. Turniej pierwotnie miał zostać rozegrany w dniach 18 kwietnia – 4 maja 2020 roku, jednak z powodu pandemii COVID-19 został przełożony. Był to siedemnasty i ostatni turniej rankingowy sezonu 2019/2020.
Obrońca tytułu, Anglik Judd Trump został wyeliminowany z turnieju w ćwierćfinale po porażce 9–13 z Kyrenem Wilsonem. Ronnie O’Sullivan pokonał Wilsona w meczu finałowym 18–8, zostając tym samym mistrzem świata.
W Europie turniej był transmitowany przez stacje BBC oraz Eurosport. Ponadto zawody miały być jednym z pierwszych wydarzeń sportowych w Wielkiej Brytanii rozgrywanych podczas pandemii COVID-19, do którego miała zostać dopuszczona publiczność. Ostatecznie dodatkowe restrykcje wprowadzone przez brytyjski rząd zezwoliły na obecność kibiców na arenie tylko podczas pierwszego dnia oraz finału turnieju.

## Organizacja turnieju

### Format rozgrywek

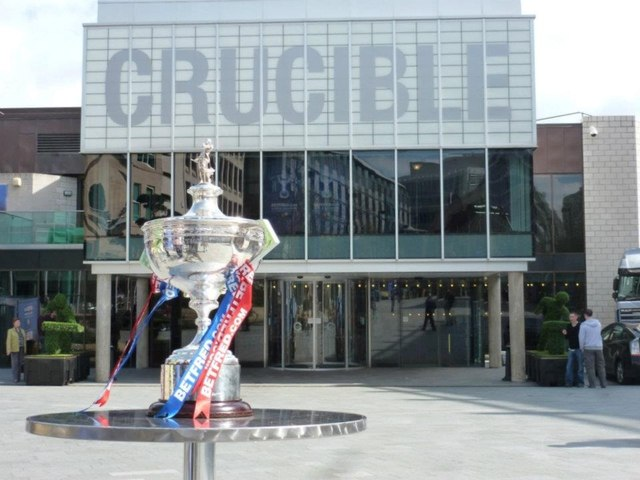
Puchar wręczany mistrzom świata na tle Crucible Theatre.

Czołowa szesnastka światowego rankingu ma zagwarantowany udział w turnieju. Pozostali zawodnicy znajdujący się w Main Tourze oraz zaproszeni amatorzy musieli przejść przez czterorundowe eliminacje, które wyłoniły 16 zawodników zakwalifikowanych do udziału w fazie głównej mistrzostw.
Mecze w fazie głównej zawodów zostały podzielone na od dwóch do czterech sesji, w których zaplanowana została do rozegrania konkretna liczba partii. Format rozgrywek prezentuje się następująco:
- 1. runda – do 10 wygranych, pierwsza sesja – 9 partii, druga sesja – pozostałe partie (maks. 10),
- 2. runda – do 13 wygranych, pierwsza i druga sesja – 8 partii, trzecia sesja – pozostałe partie (maks. 9),
- Ćwierćfinały – do 13 wygranych, pierwsza i druga sesja – 8 partii, trzecia sesja – pozostałe partie (maks. 9),
- Półfinały – do 17 wygranych, pierwsza, druga i trzecia sesja – 8 partii, czwarta sesja – pozostałe partie (maks. 9),
- Finał – do 18 wygranych, pierwsza i trzecia sesja – 8 partii, druga sesja – 9 partii, czwarta sesja – pozostałe partie (maks. 10).

### Nagrody pieniężne
|                                                   | Nagroda     |
| ------------------------------------------------- | ----------- |
| Zwycięzca                                         | 500 000 £   |
| Finalista                                         | 200 000 £   |
| Półfinalista                                      | 100 000 £   |
| Ćwierćfinalista                                   | 50 000 £    |
| Ostatnia 16                                       | 30 000 £    |
| Ostatnia 32                                       | 20 000 £    |
| Ostatnia 48                                       | 15 000 £    |
| Ostatnia 80                                       | 10 000 £    |
| Ostatnia 112                                      | 5 000 £     |
| Najwyższy break                                   | 15 000 £    |
| Break maksymalny w fazie zasadniczej turnieju     | 40 000 £    |
| Break maksymalny w fazie kwalifikacyjnej turnieju | 10 000 £    |
| Łączna pula nagród                                | 2 395 000 £ |

### Bilety

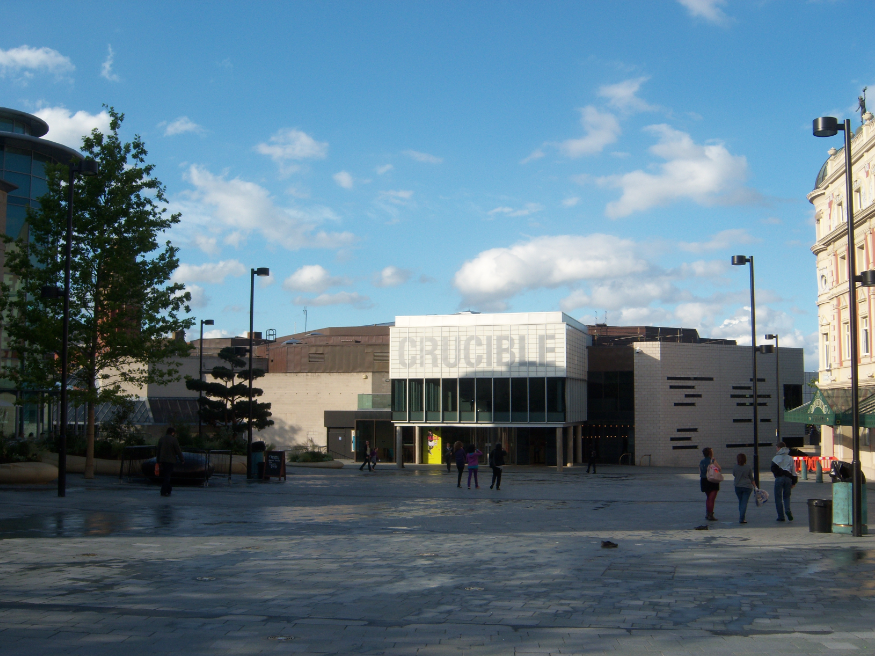
Crucible Theatre

Bilety na poszczególne sesje były rozprowadzane w internecie oraz telefonicznie. Mimo zmiany daty rozgrywania mistrzostw, wcześniej sprzedane bilety zachowały swoją ważność w nowym terminie. Organizator turnieju kontaktował się ze wszystkimi nabywcami biletów celem potwierdzenia chęci uczestnictwa w wydarzeniu lub zaproponowania zwrotu za niewykorzystane miejscówki. Pierwotnie zdecydowano, że podczas każdej sesji obecnych będzie mogło być około 300 kibiców, co pozwoliłoby na wypełnienie w przybliżeniu 1/3 wszystkich miejsc w Crucible Theatre. Ostatecznie dodatkowe obostrzenia wprowadzone przez brytyjski rząd pozwoliły na obecność kibiców na arenie tylko podczas pierwszego dnia turnieju oraz w trakcie meczu finałowego.
Przed wprowadzeniem wszelkich obostrzeń związanych z pandemią, na mecze pierwszej rundy, drugiej rundy oraz ćwierćfinały bilety były dostępne w dwóch wariantach: standard oraz premium. Na mecze półfinałowe oraz finał bilety były dostępne w trzech wariantach: standard, premium, VIP.
Wariant premium zapewniał:
- miejsca z najlepszą widocznością na stół,
- kompletny program zawodów,
- zestaw słuchawkowy z komentarzem do meczu.

Wariant VIP zapewniał:
- miejsca z najlepszą widocznością na stół,
- kieliszek wina musującego w restauracji Crucible Corner,
- trzydaniowy lunch lub kolację,
- kompletny program zawodów,
- zestaw słuchawkowy z komentarzem do meczu,
- fotografia z pucharem wręczanym mistrzom świata[16].

Ceny biletów kształtowały się następująco:
- wariant standard: od 36 £ za wybrane sesje pierwszej rundy do 120 £ za ostatnią sesję finału,
- wariant premium: od 90 £ za sesje pierwszej rundy do 170 £ za ostatnią sesję finału,
- wariant VIP: od 325 £ za sesje meczów półfinałowych, przez 375 £ za pierwsze 3 sesje finału, do 425 £ za ostatnią sesję finału[16][11].

## Wpływ pandemii COVID-19 na turniej
Głównym skutkiem pandemii COVID-19 na całe wydarzenie była zmiana terminu rozgrywania zawodów. Turniej pierwotnie miał zostać rozegrany w dniach 18 kwietnia – 4 maja. Pierwsze doniesienia o przełożeniu turnieju pojawiły się w marcu 2020 roku, zakładały one rozegranie mistrzostw w bliżej nieokreślonym terminie w lipcu lub sierpniu 2020 roku. Ostatecznie w kwietniu 2020 roku ustalony został nowy, konkretny termin rozegrania fazy głównej czempionatu, który przypadł na dni 31 lipca – 16 sierpnia 2020 roku. Początkowo faza telewizyjna turnieju miała być pierwszym w Wielkiej Brytanii, prowadzonym wewnątrz budynku sportowym wydarzeniem od początku pandemii COVID-19, do którego miała zostać dopuszczona publiczność. Organizator zawodów oraz widzowie mieli obowiązek stosowania się do wytycznych narzuconych przez brytyjski rząd. Na widowni podczas każdej z sesji miało zasiąść około 300 kibiców, co pozwoliłoby zająć w przybliżeniu 1/3 wszystkich dostępnych miejsc. W trakcie pierwszego dnia turnieju brytyjski rząd zarządził dodatkowe obostrzenia, które w rezultacie doprowadziły do braku możliwości prowadzenia turnieju z obecną publicznością. Kibice na widowni mogli się pojawić tylko podczas pierwszego dnia zawodów. 13 sierpnia, na dwa dni przed rozpoczęciem meczu finałowego, brytyjski rząd zezwolił na obecność publiczności podczas dwóch ostatnich dni turnieju, w trakcie których rozgrywany jest mecz o tytuł. Wyżej opisane zasady bezpieczeństwa w tym przypadku były również w zastosowaniu. Zmianie terminu rozegrania uległy również kwalifikacje. Pierwotnie zaplanowane na dni 8–15 kwietnia, ostatecznie rozegrane zostały w dniach 21–28 lipca 2020 roku. Faza kwalifikacyjna turnieju została rozegrana bez udziału publiczności.
Organizator zawodów podczas fazy głównej turnieju przewidywał przeprowadzenie dwóch tur testów na COVID-19. Pierwsza z nich skupiła się na przebadaniu każdego z zawodników. Testy były wykonywane graczom na jeden dzień przed planowym rozpoczęciem ich meczów. Druga tura testów miała miejsce przed meczami ćwierćfinałowymi. Zawodnik z pozytywnym wynikiem testu byłby zmuszony do wycofania się z turnieju. Podczas fazy telewizyjnej łącznie przeprowadzono 120 testów na COVID-19. Testom poddani zostali wszyscy zawodnicy oraz osoby odpowiedzialne za organizację oraz prowadzenie turnieju. Wszystkie testy dały wynik negatywny.
Ze względów bezpieczeństwa z kwalifikacji musiał wycofać się jeden zawodnik, Sydney Wilson. Przed zaplanowanym meczem pierwszej rundy utrzymywała się u niego gorączka. Zawodnik mimo negatywnego testu na COVID-19 zgodnie z zasadami sanitarnymi nie został dopuszczony do rywalizacji. W rezultacie jego przeciwnik, Lukas Kleckers automatycznie został dopuszczony do drugiej rundy kwalifikacji. W trakcie kwalifikacji wszystkim graczom oraz osobom odpowiedzialnym za organizację i obsługę turnieju wykonano w sumie 202 testy na COVID-19 – wszystkie testy dały wynik negatywny.
Na dzień przed rozpoczęciem fazy głównej mistrzostw z turnieju wycofał się Anthony Hamilton. Chorujący na astmę Anglik obawiał się o swoje zdrowie z powodu obecności publiczności na turnieju. W rezultacie jego przeciwnik, Kyren Wilson rozpoczął zmagania w turnieju od 1/8 finału. Z kolei Ding Junhui przed rozpoczęciem zmagań w zawodach musiał przejść czternastodniową kwarantannę, która w dość znaczącym stopniu ograniczyła Chińczykowi możliwość przygotowań do turnieju.

## Wydarzenia związane z turniejem

### Ogólne informacje
- W zawodach została ustalona dodatkowa nagroda za wbicie breaka maksymalnego. W fazie głównej turnieju wyniosła ona 40 000 funtów, natomiast w kwalifikacjach 10 000 funtów[12].
- W odróżnieniu do lat ubiegłych, w walce o nagrodę za wbicie najwyższego breaka turnieju, brane pod uwagę były również podejścia osiągnięte w kwalifikacjach[12].
- Według firmy bukmacherskiej Betfred, będącej jednocześnie sponsorem tytularnym zawodów, głównym faworytem do zwycięstwa w całym turnieju był obrońca tytułu Judd Trump. Na drugim miejscu notowań plasował się Ronnie O’Sullivan[25].
- Sponsor tytularny zawodów, firma Betfred podjęła decyzję, że za każdy wbity break stupunktowy podczas fazy głównej zawodów, przeznaczy 200 funtów na rzecz Jessie May Children’s Hospice at Home. Natomiast jeśli w całej fazie głównej mistrzostw padnie 80 breaków stupunktowych lub więcej, na rzecz hospicjum firma przeznaczy 25 000 funtów[26]. Pomimo niespełnienia tego wymogu (w turnieju padło 79 breaków stupunktowych), do puli dodano 96-punktowe podejście Ronniego O’Sullivana z ostatniej partii finału (O’Sullivanowi zabrakło wbicia czarnej bili do osiągnięcia setki), w związku z czym kwota przelewu wyniosła 25 000 funtów[27].
- Z powodu braku publiczności, w turnieju wprowadzony został system imitacji reakcji widowni w celu odtworzenia towarzyszącej zwykle zawodom atmosfery. Sztuczne, wcześniej nagrane oklaski są odtwarzanie na arenie zmagań oraz w transmisji telewizyjnej w kilku ustalonych z góry sytuacjach meczowych[28].

### Kwalifikacje
- Do kwalifikacji przystąpiło dwóch byłych mistrzów świata: Ken Doherty (1997) i Graeme Dott (2006) oraz dwunastokrotna mistrzyni świata kobiet Reanne Evans[18]. Nikomu z tej trójki nie udało się zakwalifikować do fazy telewizyjnej; najbliżej awansu był Dott, który przegrał w ostatniej rundzie kwalifikacji z Martinem Gouldem[29].
- Czternastoletni Julian Bojko został najmłodszym w historii graczem przystępującym do kwalifikacji mistrzostw świata w snookerze[18]. W pierwszej rundzie turnieju kwalifikacyjnego Ukrainiec przegrał z Malezyjczykiem Thorem Chuanem Leongiem 3–6[30].
- Do kwalifikacji przystąpiło trzech Polaków: Kacper Filipiak, Adam Stefanów oraz Antoni Kowalski[31]. Stefanów przegrał w pierwszej rundzie 5–6 z Tylerem Reesem(inne języki), zaś Filipiak i Kowalski – w drugiej (odpowiednio 5–6 z Mikiem Dunnem i 2–6 z Elliotem Slessorem)[29].
- Hamza Akbar(inne języki) z powodu braku wizy pozwalającej na wjazd na teren Wielkiej Brytanii był zmuszony wycofać się z zawodów. Pomimo starań World Snooker Tour oraz WPBSA wiza dla zawodnika nie została wydana w terminie pozwalającym zdążyć na mecz pierwszej rundy kwalifikacji[21].
- Kishan Hirani(inne języki) przegrywał w meczu pierwszej rundy kwalifikacji z Robinem Hullem 1–5. Walijczyk wygrał jednak kolejne pięć frejmów z rzędu i triumfował w całym pojedynku 6–5[32]. W podobnej sytuacji w meczu drugiej rundy kwalifikacji znalazł się Luo Honghao, który ostatecznie również 6–5 pokonał Petera Linesa[33].
- Piętnastoletni Ben Mertens, zwyciężając w meczu pierwszej rundy kwalifikacyjnej z Jamesem Cahillem, stał się najmłodszym zwycięzcą meczu w mistrzostwach świata w snookerze w historii[30].
- Allan Taylor w wygranym 6–1 meczu drugiej rundy kwalifikacji przeciwko Lee Walkerowi zbudował swojego jak dotąd najwyższego breaka w karierze w wysokości 145 punktów[34]. To podejście było jednocześnie najwyższym breakiem kwalifikacji[35].
- Allister Carter za sprawą porażki w meczu trzeciej rundy kwalifikacji przeciwko Louisowi Heathcote’owi nie wystąpił w fazie głównej mistrzostw po raz pierwszy od 2002 roku[36].
- Mike Dunn po przegranym meczu trzeciej rundy kwalifikacji z Martinem O’Donnellem ogłosił zakończenie sportowej kariery[37].
- Półfinalista ubiegłorocznych mistrzostw Gary Wilson został wyeliminowany z turnieju w trzeciej rundzie kwalifikacji. Przegrał on w meczu wynikiem 3–6 z Alexandrem Ursenbacherem. Dla Anglika był to pierwszy mecz w całych zawodach[37].
- Alexander Ursenbacher w meczu trzeciej rundy kwalifikacji zbudował swojego jak dotąd najwyższego breaka w karierze w wysokości 141 punktów[38].
- W decydującej, dziewiętnastej partii meczu czwartej rundy kwalifikacji między Liangiem Wenbo i Fergalem O’Brienem doszło do faulu tego pierwszego, polegającego na dotknięciu jednej z bil czerwonych kijem. Przewinienie nie zostało dostrzeżone przez sędziego, jak i również sam Chińczyk nie przyznał się do niego. Ostatecznie Liang zwyciężył we frejmie oraz jednocześnie w całym spotkaniu[39].

### 1. runda
- W fazie głównej mistrzostw zadebiutowali: Ashley Carty, Elliot Slessor, Alexander Ursenbacher, Jordan Brown oraz Jamie Clarke. Ursenbacher jest pierwszym w historii Szwajcarem grającym w Crucible Theatre[40][41].
- Anthony Hamilton zdołał zakwalifikować się do fazy głównej mistrzostw po raz pierwszy od 2008 roku[40]. Pomimo wywalczenia awansu, Hamilton wycofał się z rozgrywek na dzień przed rozpoczęciem zmagań w fazie telewizyjnej[23].
- 49-letni Alan McManus został najstarszym od 2010 roku zawodnikiem, który zagrał w fazie telewizyjnej czempionatu[42].
- Ronnie O’Sullivan zagrał w fazie głównej mistrzostw po raz 28. z rzędu[43], co stanowi pobicie rekordu Stephena Hendry’ego[44]. John Higgins natomiast zaliczył 26. kolejny występ[45].
- W pierwszej rundzie turnieju zagrało 8 mistrzów świata, którzy łącznie zdobyli 19 tytułów mistrzowskich. Byli to: Ronnie O’Sullivan (2001, 2004, 2008, 2012, 2013), John Higgins (1998, 2007, 2009, 2011), Mark Williams (2000, 2003, 2018), Mark Selby (2014, 2016, 2017), Shaun Murphy (2005), Neil Robertson (2010), Stuart Bingham (2015) i Judd Trump (2019). Jedynymi zawodnikami, którzy nie zagrali w fazie głównej tegorocznego czempionatu oraz zdobyli tytuł mistrzowski w XXI wieku byli: Peter Ebdon (2002) oraz Graeme Dott (2006)[46].
- Judd Trump w meczu z Tomem Fordem zbudował swojego setnego breaka stupunktowego w sezonie 2019/2020, zostając tym samym drugim po Neilu Robertsonie zawodnikiem, który wbił 100 „setek” w jednym sezonie[47].
- Kurt Maflin w meczu z Davidem Gilbertem otrzymał ostrzeżenie od sędziego za wykonywanie obscenicznych gestów po nieudanym ataku na breaka maksymalnego. Wydarzenie to miało miejsce w szesnastej partii całego spotkania[48].
- David Gilbert oraz Kurt Maflin po raz trzeci w historii fazy głównej mistrzostw rozgrywanych w Crucible wbili cztery breaki stupunktowe w meczu z rzędu. Anglik wbił breaki w wysokości 131 oraz 102 punktów w partiach dziewiątej oraz jedenastej, z kolei Norweg popisał się podejściami 101 i 102-punktowymi we frejmach ósmym i dziesiątym. Do tej pory takie osiągnięcie było dziełem Ronniego O’Sullivana i Stephena Hendry’ego w półfinale turnieju w 1999 roku oraz Barry’ego Hawkinsa i Kyrena Wilsona w drugiej rundzie zeszłorocznych zawodów[49][50]. Ponadto w całym meczu padło sześć podejść powyżej 100 punktów. Jest to największa liczba takich breaków w historii meczów pierwszej rundy mistrzostw rozgrywanych w Crucible. Osiągnięcie to zostało później powtórzone w meczu Marka Allena i Jamiego Clarke’a[51].
- Mecz Ronniego O’Sullivana z Thepchaiyą Un-Noohem był najkrótszym meczem fazy głównej mistrzostw świata rozgrywanej w Crucible w historii. Całe spotkanie trwało 108 minut, bijąc o 41 minut rekord ustanowiony rok wcześniej w meczu Shauna Murphy’ego i Luo Honghao[52].
- Mark Allen jest drugim w historii zawodnikiem, który wbił pięć breaków stupunktowych w meczu pierwszej rundy mistrzostw świata rozgrywanych w Crucible. Poprzedni taki wyczyn był osiągnięciem Ronniego O’Sullivana w turnieju w 2000 roku[53][54].

### 2. runda
- Jamie Clarke[53], Kurt Maflin[55], Noppon Saengkham[56] oraz Yan Bingtao[57] po raz pierwszy w karierze zagrali w drugiej rundzie mistrzostw świata.
- John Higgins w dwunastej partii meczu z Kurtem Maflinem wbił breaka maksymalnego[58]. Był to jedenasty w historii mistrzostw świata taki break i pierwszy od 2012 roku, a zarazem dziesiąty w karierze Szkota[59]. Higgins został również siódmym w historii graczem, który osiągnął takie podejście w Crucible oraz najstarszym zawodnikiem w historii, który wbił breaka maksymalnego[60].
- John Higgins po raz pierwszy od trzech lat przegrał mecz mistrzostw świata w fazie wcześniejszej niż finał turnieju[61].
- W dziesiątej partii meczu pomiędzy Anthonym McGillem i Jamiem Clarkiem miał miejsce incydent w trakcie którego Walijczyk po wykonanym zagraniu zamiast udać się na wyznaczone dla niego miejsce, pozostawał w miejscu, w którym znajdował się w polu widzenia Szkota podczas wykonywanego przez niego zagrania. Między zawodnikami doszło do wymiany zdań, ostatecznie całą sytuację wyjaśnił sędzia spotkania Jan Verhaas[62].

### Ćwierćfinały
- Kurt Maflin po raz pierwszy w karierze zagrał w ćwierćfinale mistrzostw świata[61].
- 45-letni Mark Williams został najstarszym zawodnikiem od 2010 roku, który zagrał w ćwierćfinale mistrzostw świata[63].
- Ronnie O’Sullivan zagrał po raz dziewiętnasty w karierze w ćwierćfinale mistrzostw świata. Stanowi to wyrównanie rekordu Stephena Hendry’ego w liczbie występów w tej fazie czempionatu rozgrywanego w Crucible[64].
- Obrońca tytułu Judd Trump został wyeliminowany z turnieju po porażce z Kyrenem Wilsonem 9–13. Anglik tym samym został osiemnastym w historii zawodnikiem, który nie zdołał złamać tak zwanej „klątwy Crucible”[4][65].

### Półfinały
- Ronnie O’Sullivan zagrał po raz dwunasty w karierze w półfinale mistrzostw świata. Stanowi to wyrównanie rekordu Stephena Hendry’ego w liczbie występów w tej fazie czempionatu rozgrywanego w Crucible[66].
- Anthony McGill zagrał po raz pierwszy w karierze w półfinale mistrzostw świata[67].
- Kyren Wilson i Anthony McGill w decydującej partii swojego meczu półfinałowego łącznie zdobyli 186 punktów. Stanowi to rekord w liczbie punktów zdobytych w jednej partii rozegranej w Crucible, dotychczasowy wynosił 173[68].
- Ronnie O’Sullivan po raz pierwszy w karierze pokonał Marka Selby’ego w meczu mistrzostw świata[69].
- Po raz pierwszy w historii mistrzostw świata rozgrywanych w Crucible Theatre oba mecze półfinałowe zostały rozstrzygnięte w decydujących frejmach[70].

### Finał
- Marcel Eckardt został wybrany na arbitra meczu finałowego mistrzostw. Dla Niemca był to pierwszy finał czempionatu w karierze. Jest on również jak dotąd najmłodszym sędzią w historii prowadzącym finał mistrzostw świata w snookerze[71].
- Kyren Wilson po raz pierwszy w karierze zagrał w finale mistrzostw świata[68].
- Ronnie O’Sullivan po raz siódmy w karierze zagrał w finale czempionatu. Do tej pory Anglik pięciokrotnie zwyciężał w meczach tej fazy turnieju, jednak ostatni taki mecz w 2014 roku zakończył się dla niego porażką[43]. Dla O’Sullivana spotkanie finałowe było jego dziewięćdziesiątym meczem w Crucible Theatre, dzięki czemu wyrównał on rekord Stephena Hendry’ego[72].
- Ronnie O’Sullivan pokonał Kyrena Wilsona 18–8, zdobywając tym samym szósty tytuł mistrzowski w karierze[73].
- Ronnie O’Sullivan zdobywając szósty tytuł mistrza świata, wyrównał osiągnięcie Steve’a Davisa oraz Raya Reardona w liczbie wygranych czempionatów[73].
- 44-letni Ronnie O’Sullivan został najstarszym mistrzem świata od 1978 roku[73].
- Ronnie O’Sullivan wygrał 37. turniej rankingowy w karierze. Pozwoliło to pobić rekord Stephena Hendry’ego, który wygrał 36 takich turniejów[73].
- Ronnie O’Sullivan wygrał 20. turniej „potrójnej korony” w karierze[73].

## Zawodnicy

### Zawodnicy rozstawieni
W turnieju na 1. pozycji rozstawiony został obrońca tytułu oraz jednocześnie lider światowego rankingu Judd Trump. Kolejnych 15 miejsc zostało obsadzonych według kolejności na liście rankingowej na sezon 2019/2020, uwzględniającej wszystkie punkty zdobyte do turnieju Tour Championship 2020 włącznie.
- (w nawiasie okrągłym podano rundę, w której zawodnik zakończył udział w turnieju)[76]

1. Judd Trump (QF)
2. Neil Robertson (QF)
3. Mark Williams (QF)
4. Mark Allen (1R)
5. John Higgins (2R)
6. Ronnie O’Sullivan (W)
7. Mark Selby (SF)
8. Kyren Wilson (F)
9. Stephen Maguire (1R)
10. Shaun Murphy (1R)
11. Ding Junhui (2R)
12. David Gilbert (1R)
13. Jack Lisowski (1R)
14. Stuart Bingham (2R)
15. Barry Hawkins (2R)
16. Yan Bingtao (2R)

### Zawodnicy nierozstawieni
Poniżsi zawodnicy wywalczyli udział w mistrzostwach dzięki kwalifikacjom.
- (w nawiasie okrągłym numer zajmowany na liście rankingowej)[75]
- [w nawiasie kwadratowym etap, na którym zawodnik zakończył udział w turnieju][76]

1. Thepchaiya Un-Nooh (#20) [1R]
2. Tom Ford (#26) [1R]
3. Matthew Stevens (#31) [1R]
4. Liang Wenbo (#34) [1R]
5. Anthony McGill (#39) [SF]
6. Noppon Saengkham (#42) [2R]
7. Kurt Maflin (#43) [QF]
8. Mark King (#46) [1R]
9. Anthony Hamilton (#48) [1R][c][23]
10. Alan McManus (#53) [1R]
11. Martin Gould (#61) [2R]
12. Elliot Slessor (#70) [1R]
13. Jordan Brown (#74) [1R]
14. Alexander Ursenbacher (#78) [1R]
15. Ashley Carty (#83) [1R]
16. Jamie Clarke (#90) [2R]

## Sędziowie
Poniżsi sędziowie zostali wybrani do prowadzenia spotkań w fazie głównej turnieju:
- Desisława Bożiłowa
- Paul Collier
- Marcel Eckardt
- Brendan Moore
- Leo Scullion
- Rob Spencer(inne języki)
- Jan Verhaas
- Ben Williams
- Tatiana Woollaston

## Przebieg turnieju

### 1. runda
Pierwsza runda turnieju odbyła się w dniach 31 lipca–5 sierpnia.

#### Judd Trump – Tom Ford
Mecz rozpoczął się 31 lipca w sesji porannej. Pierwsze trzy partie meczu na swoje konto zapisał Ford, notując przy tym podejścia w wysokości 97 i 53 punktów. Break 97-punktowy był zarazem nieudanym atakiem na breaka maksymalnego. W partii przed regulaminową przerwą Trump odpowiedział breakiem w wysokości 104 punktów. Po przerwie broniący tytułu Anglik odrobił kolejną partię straty, tym razem notując podejście 62-punktowe. W kolejnych dwóch frejmach to jednak Ford ponownie był górą, zwyciężając je wysokimi podejściami, kolejno 140 oraz 61 punktów. W dwóch ostatnich frejmach sesji, Trump zmniejszył prowadzenie Forda w meczu do 5–4, jednocześnie popisując się podejściami 53 oraz 61-punktowymi.
Mecz wznowiono 31 lipca w sesji wieczornej. Pierwszą partię sesji na swoje konto zapisał Ford, na co Trump odpowiedział trzema kolejnymi wygranymi partiami, w których zanotował między innymi podejścia w wysokości 63 oraz 70 punktów. W partii czternastej całego meczu lepszy był Ford, doprowadzając do ostatniego remisu w całym meczu, 7–7. Z ostatnich czterech partii w meczu, trzy wygrał Trump, pozwoliło to zamknąć cały mecz rezultatem 10–8. W partiach dających awans do kolejnej rundy obrońca tytułu popisał się podejściami 131 oraz 57-punktowymi. W ostatniej wygranej przez siebie partii, Ford zbudował breaka w wysokości 69 punktów.
Wynik: Judd Trump 10–8 Tom Ford

I sesja: 0–97 (97), 20–69 (53), 58–71, 104 (104)–6, 72 (62)–17, 0–140 (140), 0–80 (61), 55 (53)–8, 61 (61)–48

II sesja: 54–65, 69 (63)–1, 71–49, 71 (70)–24, 18–63, 131 (131)–6, 99 (57)–21, 31–69 (69), 60–0

#### Yan Bingtao – Elliot Slessor
Mecz rozpoczął się 2 sierpnia w sesji porannej. Pierwsza sesja pojedynku została zdominowana przez Yana, który zwyciężył w siedmiu z ośmiu rozegranych partii. Chińczyk zbudował w nich między innymi podejścia w wysokości 66, 119 oraz 86 punktów. Slessor okazał się lepszy jedynie w piątej partii meczu, w której zanotował 60-punktowe podejście. Mecz po rozegraniu ośmiu z planowanych dziewięciu partii został przerwany z powodu przeciągającej się gry.
Mecz został wznowiony 3 sierpnia w sesji popołudniowej przy wyniku 7–1 dla Chińczyka. Z pierwszych trzech partii sesji Yan wygrał dwie z nich, popisując się między innymi brakiem 67-punktowym, doprowadzając tym samym do wyniku 9–2 w całym spotkaniu. W tym momencie Slessor rozpoczął powrót do meczu. Zdołał on wygrać pięć partii z rzędu, w których zbudował podejścia w wysokości 123 oraz 59 punktów. Dopiero w siedemnastej partii całego spotkania Chińczyk zdołał zamknąć pojedynek wynikiem 10–7.
Wynik: Yan Bingtao 10–7 Elliot Slessor

I sesja 74 (66)–30, 70–40, 98–23, 125 (119)–5, 13–76 (60), 66–29, 101 (86)–12, 76–35

II sesja: 91 (67)–0, 0–86 (86), 71–27, 0–123 (123), 56–66, 65–78, 29–71, 34–60 (59), 64–29

#### Stephen Maguire – Martin Gould
Mecz rozpoczął się 4 sierpnia w sesji popołudniowej. Pierwszą partię na swoje konto zapisał Gould, wbijając w niej breaka 57-punktowego. Maguire odpowiedział na ten wyczyn w kolejnym frejmie podejściem w wysokości 62 punktów oraz wyrównaniem wyniku w całym meczu. W tym momencie rozpoczął się okres dominacji Anglika. Wygrał on pięć kolejnych partii, każdą wysokimi podejściami, kolejno: 103, 77, 103, 100 oraz 83 punkty. Dopiero ósma partia meczu przyniosła korzystne rozstrzygnięcie dla Szkota. W ostatnim frejmie sesji to ponownie Gould triumfował wysokim, 103-punktowym podejściem.
Mecz został wznowiony 5 sierpnia w sesji wieczornej przy prowadzeniu Goulda 7–2. W drugiej odsłonie meczu rozegrane zostały cztery partie, trzy z nich padły łupem Anglika, co pozwoliło zamknąć cały mecz. Gould tego wieczora zanotował podejścia w wysokości 54 oraz 51 punktów. Maguire zdołał triumfować w trzeciej partii sesji breakiem 96-punktowym. To podejście Szkota było jednocześnie nieudanym atakiem na breaka maksymalnego.
Wynik: Stephen Maguire 3–10 Martin Gould

I sesja: 50–74 (57), 83 (62)–0, 0–121 (103), 6–89 (77), 8–104 (103), 11–100 (100), 1–94 (83), 70–48, 0–108 (103)

II sesja: 16–59. 5–66 (54), 96 (96)–0, 14–64 (51)

#### Kyren Wilson – Anthony Hamilton

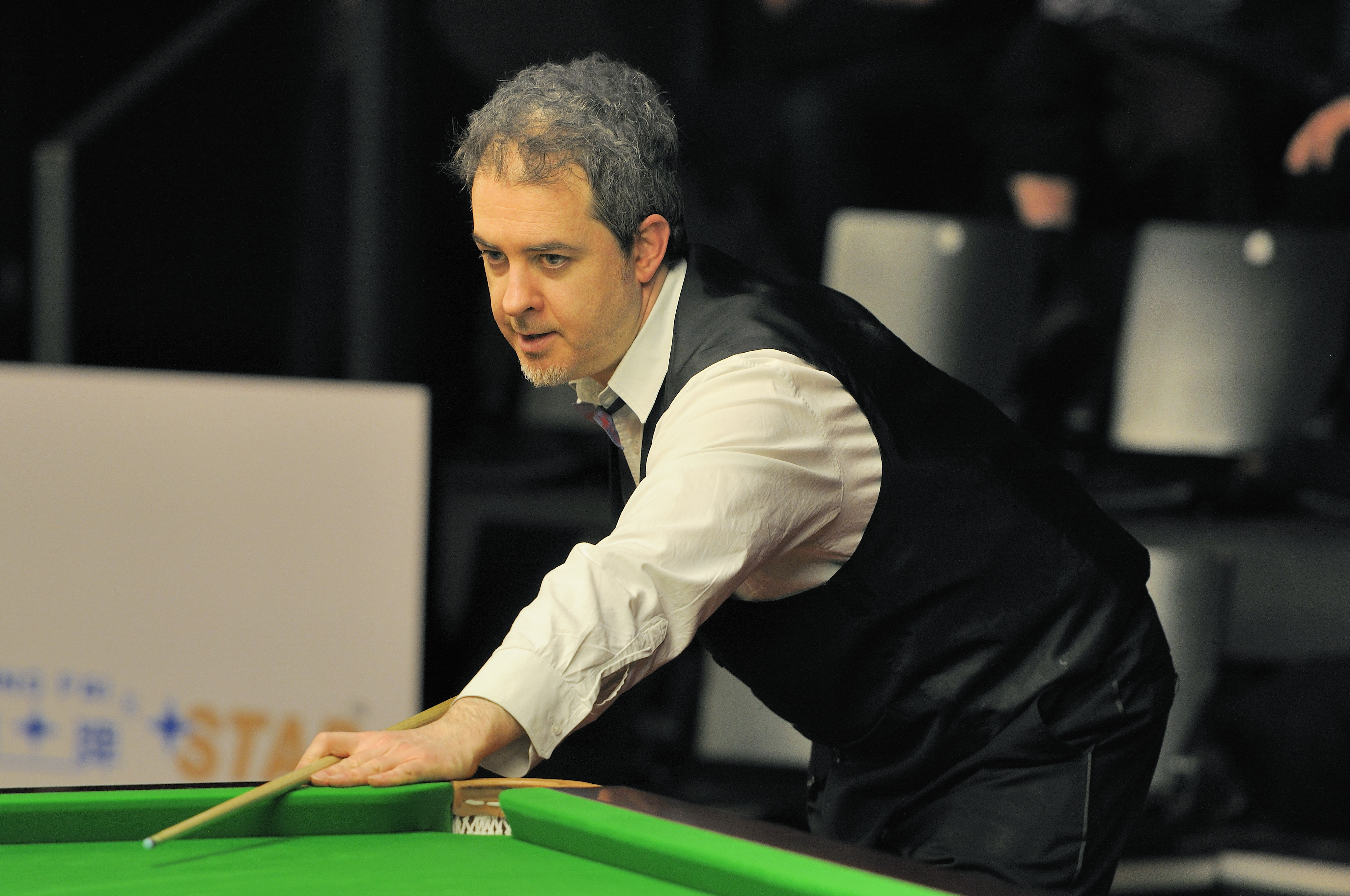
Anthony Hamilton wycofał się z turnieju przed jego rozpoczęciem.

Mecz miał rozpocząć się 31 lipca w sesji popołudniowej, druga sesja była zaś zaplanowana na następny dzień w sesji wieczornej. Ze względu na wycofanie się z turnieju Hamiltona, Wilson awansował do 2. rundy bez konieczności rozgrywania meczu.
Wynik: Kyren Wilson w/o – w/d Anthony Hamilton

#### John Higgins – Matthew Stevens
Mecz zaczął się 1 sierpnia w sesji popołudniowej. Przed regulaminową przerwą obaj snookerzyści wygrali po dwie partie. Stevens na swoją korzyść rozstrzygnął pierwszego i trzeciego frejma, budując w nich breaki w wysokości 60 i 77 punktów. Higgins wygrywał w partiach drugiej i czwartej, notując w ostatnim frejmie przed regulaminową przerwą 74-punktowe podejście. Pierwszy frejm po przerwie padł łupem Walijczyka, który wbił w nim najwyższego breaka sesji (94 punkty). Pozostałe cztery frejmy sesji wygrywał wyłącznie Higgins, budując w nich między innymi breaki w wysokości 60, 61 i 69 punktów. Stevens w ostatnich trzech frejmach zdobył zaledwie jeden punkt.
Druga sesja meczu odbyła się 2 sierpnia w sesji popołudniowej i rozpoczęła się przy prowadzeniu Higginsa 6–3. W pierwszej partii tej odsłony meczu, breakiem 138-punktowym popisał się Stevens. Szkot odpowiedział na to dwoma wygranymi frejmami, w których zanotował między innymi podejście 61-punktowe. Ostatnią partię przez przerwą wygrał Walijczyk, zmniejszając prowadzenie Szkota do 8–5. Po przerwie miała miejsca najbardziej zacięta rozgrywka całego spotkania. Ostatecznie w tej partii triumfował Higgins zaledwie sześcioma punktami. W kolejnej partii Szkot zbudował podejście w wysokości 53 punktów i jednocześnie wygrał partię, zamykając cały mecz wynikiem 10–5.
Wynik: John Higgins 10–5 Matthew Stevens

I sesja: 23–70 (60), 69–1, 0–77 (77), 118 (74)–8, 0–94 (94), 75–37, 69 (60)–1, 69 (61)–0, 69 (69)–0

II sesja: 0–138 (138), 64–35, 70 (61)–20, 0–85, 69–63, 65 (53)–27

#### David Gilbert – Kurt Maflin
Mecz został rozpoczęty 1 sierpnia w sesji porannej. Pierwszą partię meczu wygrał Maflin breakiem 124-punktowym, na co Gilbert odpowiedział wygraną w kolejnym frejmie jednym 92-punktowym podejściem. Dwie kolejne partie przed regulaminową przerwą wygrał ponownie Norweg, budując przy tym podejścia w wysokości 61 oraz 56 punktów. Po przerwie zawodnicy wygrywali partie na zmianę. Anglik triumfował w partiach piątej, siódmej oraz dziewiątej, budując między innymi w tej ostatniej podejście w wysokości 131 punktów. Norweg lepszy był w partiach numer sześć i osiem, w których popisał się breakami 56 oraz 101-punktowymi.
Mecz został wznowiony 2 sierpnia w sesji wieczornej przy wyniku 5–4 dla Maflina. W pierwszej partii sesji Norweg powiększył prowadzenie, wygrywając partię breakiem 102-punktowym. Na ten wyczyn Gilbert odpowiedział trzema frejmami wygranymi z rzędu, w których zanotował między innymi podejścia w wysokości 102 oraz 93 punktów. W partii po regulaminowej przerwie do kolejnego remisu w meczu doprowadził Maflin, wygrywając kolejną partię wysokim, 97-punktowym podejściem. Partia piętnasta całego meczu po zaciętej grze padła łupem Anglika, na co Norweg odpowiedział kolejnymi dwoma partiami, które zwyciężył wysokimi breakmi, kolejno 105 oraz 63 punkty. Pierwsze z tych podejść było jednocześnie nieudanym atakiem na breaka maksymalnego. Osiemnasta partia spotkania ponownie była prowadzona w zacięty sposób. Tym razem lepszy w takiej rozgrywce okazał się Maflin, zamykając całe spotkanie wynikiem 10–8.
Wynik: David Gilbert 8–10 Kurt Maflin

I sesja: 1–124 (124), 92 (92)–1, 22–63 (61), 27–88 (56), 85–33, 44–76 (56), 62–42, 0–101 (101), 131 (131)–0

II sesja: 0–102 (102), 102 (102)–25, 93 (93)–1, 84–20, 1–97 (97), 59–41, 0–109 (105), 24–99 (63), 50–69

#### Jack Lisowski – Anthony McGill
Mecz rozpoczął się 3 sierpnia w sesji porannej. Do regulaminowej przerwy zawodnicy rozdzielili między siebie cztery rozegrane partie. W pierwszej oraz czwartej triumfował McGill, z kolei w drugiej i trzeciej Lisowski. W tym fragmencie meczu nie padł żaden break powyżej 50 punktów. Po przerwie trzy partie z rzędu na swoje konto zapisał Szkot, notując przy tym podejścia w wysokości 87 oraz 64 punktów. Dwie ostatnie rozegrane partie w sesji posłużyły Anglikowi do zmniejszenia prowadzenia Szkota do jednego frejma. Lisowski zwyciężając w obu, wbił między innymi breaka w wysokości 107 punktów.
Mecz został wznowiony 3 sierpnia w sesji wieczornej przy wyniku 5–4 dla Szkota. Pierwsze cztery partie sesji zawodnicy rozdzielili między siebie. W pierwszym oraz trzecim triumfował Lisowski, budując breaki w wysokości 90 oraz 84 punktów, z kolei w drugim i czwartym lepszym okazał się McGill również popisując się wysokimi podejściami, kolejno 65 i 70 punktów. Po przerwie dwie kolejne partie wygrał Szkot, ponownie wbijając wysokie breaki: 67 oraz 51 punktów. Tym samym doprowadził do wyniku 9–6. W kolejnych trzech partiach w przekonujący sposób wygrywał Anglik, budując w nich między innymi podejścia 65 oraz 102-punktowe. Pozwoliło to doprowadzić do remisu 9–9 oraz decydującej partii. W niej po zaciętej batalii lepszym okazał się McGill, zamykając tym samym cały pojedynek na swoją korzyść.
Wynik: Jack Lisowski 9–10 Anthony McGill

I sesja: 29–64, 65–29, 77–30, 0–80, 22–63, 46–87 (87), 34–81 (64), 122 (107)–0, 61–13

II sesja: 100 (90)–1, 0–65 (65), 84 (84)–33, 0–70 (70), 29–95 (67), 0–80 (51), 78 (65)–5, 111 (102)–23, 98–0, 55–65

#### Mark Allen – Jamie Clarke
Mecz rozpoczął się 4 sierpnia w sesji porannej. Pierwsze trzy partie meczu zostały rozegrane pod znakiem breaków stupunktowych. W pierwszych dwóch Allen wbijał w podejściach kolejno 136 oraz 105 punktów, z kolei w trzeciej to Clarke popisał się breakiem 136-punktowym. Czwarta partia była znacznie bardziej zacięta, ostatecznie w niej zwyciężył Walijczyk zaledwie jednym punktem. W partii po regulaminowej przerwie Irlandczyk zdołał zbudować podejście w wysokości 56 punktów, jednak to nie wystarczyło do triumfu. W tej partii finalnie zwyciężył Clarke. Kolejne dwie partie na swoją korzyść zapisał już Allen wysokimi podejściami, 122 oraz 104 punkty. Ósmy frejm całego spotkania ponownie toczony był w zacięty sposób, tym razem to Irlandczyk okazał się lepszy o zaledwie 7 punktów w takim typie rozgrywki. Ostatnią partię sesji wygrał Clarke, zmniejszając swoją stratę w meczu do jednej partii.
Mecz został wznowiony 4 sierpnia w sesji wieczornej przy prowadzeniu Allena 5–4. Pierwszą partię sesji na swoja korzyść zapisał Irlandczyk, wygrywając ją podejściem w wysokości 105 punktów. W tym momencie kontrolę w meczu przejął Clarke. Wygrał on cztery frejmy z rzędu, notując przy tym breaki 53 oraz 80-punktowe. W piętnastej partii spotkania to Allen zdołał zbudować podejście w wysokości 59 punktów i zmniejszyć straty do zaledwie jednej partii. Walijczyk odpowiedział na to w kolejnym frejmie breakiem 74-punktowym, stawiając siebie w potrzebie wygrania jednej partii do triumfu w całym meczu. Partia siedemnasta ponownie padła łupem Allena, który zbudował jedno wysokie, 76-punktowe podejście. Jak się okazało, była to ostatnia partia, w której zwyciężył Irlandczyk, w partii osiemnastej to Clarke okazał się lepszy i zamknął całe spotkanie wynikiem 10–8.
Wynik: Mark Allen 8–10 Jamie Clarke

I sesja: 136 (136)–0, 105 (105)–0, 0–136 (136), 71–72, 56 (56)–69, 131 (122)–0, 104 (104)–0, 68–61, 17–72

II sesja: 130 (105)–0, 49–60, 0–88 (53), 0–82 (80), 49–58, 92 (59)–36, 42–74 (74), 76 (76)–0, 20–72

#### Mark Williams – Alan McManus

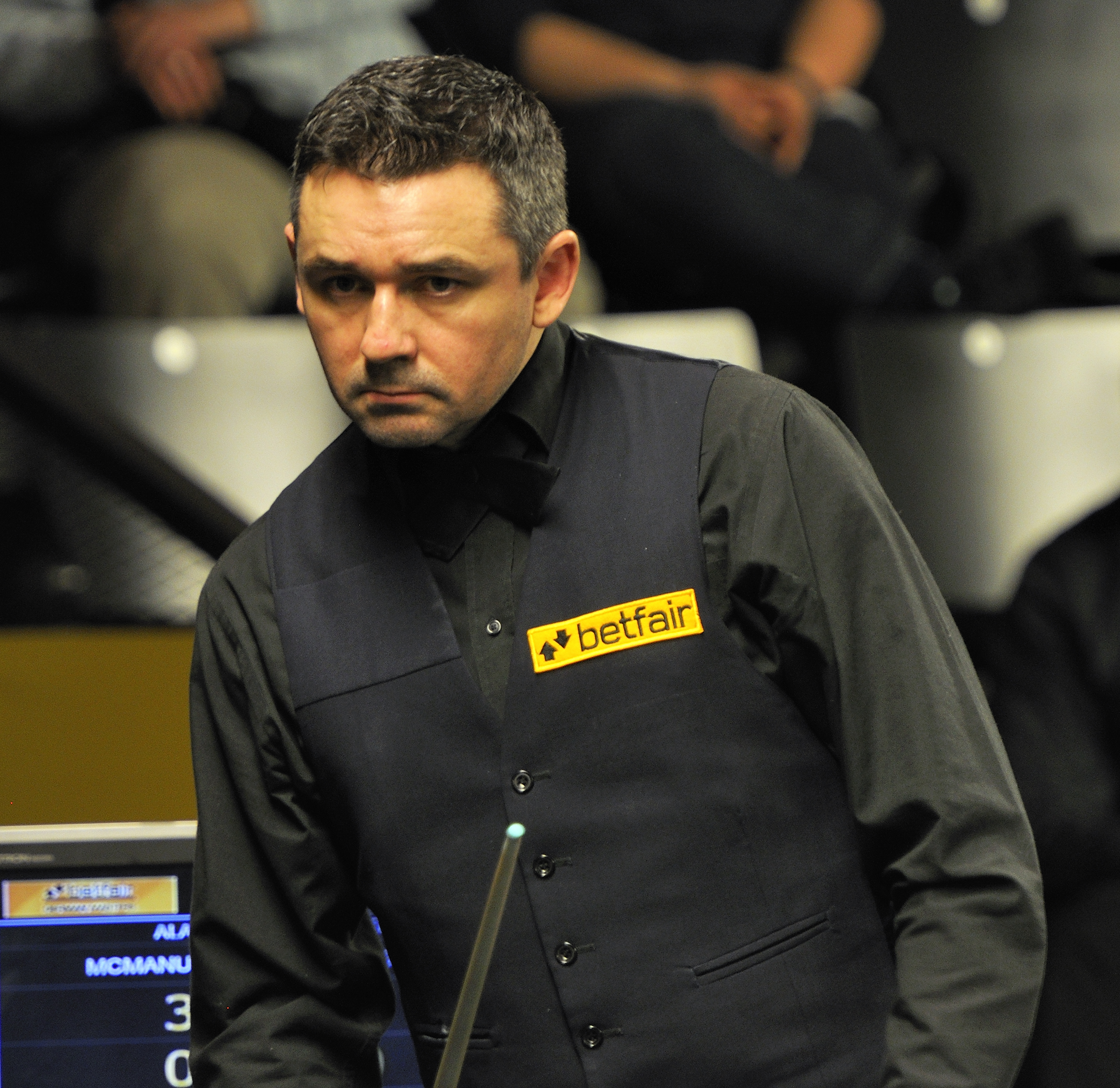
Alan McManus – najstarszy od 2010 roku zawodnik grający w Crucible

Mecz rozpoczął się 31 lipca w sesji wieczornej. Pierwsze dwie partie meczu na swoje konto zapisał Williams, który w tej drugiej zbudował podejście w wysokości 70 punktów. W odpowiedzi trzy kolejne frejmy z rzędu wygrał McManus, notując przy tym między innymi breaki 105 oraz 84-punktowe. Pozostałymi czterema partiami w sesji zawodnicy podzielili się po równo. Walijczyk wygrał szóstą oraz dziewiątą, budując przy tym breaki w wysokości 60 oraz 68 punktów. Z kolei Szkot lepszy był w partii siódmej oraz ósmej, w tej drugiej zanotował podejście 58-punktowe.
Mecz został wznowiony 1 sierpnia w sesji wieczornej przy prowadzeniu McManusa 5–4. Druga odsłona spotkania została zdominowana przez Williamsa, który wygrał wszystkie sześć rozegranych partii, pieczętując tym samym zwycięstwo w całym pojedynku. Walijczyk w tej sesji popisał się między innymi podejściami w wysokości 50, 79 oraz 59 punktów.
Wynik: Mark Williams 10–5 Alan McManus

I sesja: 80–45, 82 (70)–47, 0–105 (105), 0–92 (84), 52–62, 95 (60)–14, 38–70, 14–59 (58), 68 (68)–22

II sesja: 80 (50)–7, 68–31, 68–8, 79 (79)–39, 69–0, 79 (59)–24

#### Stuart Bingham – Ashley Carty
Mecz rozpoczął się 31 lipca w sesji porannej. Do regulaminowej przerwy Bingham zdołał wygrać trzy partie, pozwalając Carty’emu triumfować jedynie w partii drugiej całego spotkania. Po przerwie zawodnicy wygrywali frejmy na zmianę. W piątej partii lepszy był Carty, na co w szóstej Bingham odpowiedział pierwszym w całym meczu breakiem powyżej 50 punktów. Siódmą oraz dziewiątą partie wygrywał Carty, notując przy tym podejścia w wysokości 118 oraz 69 punktów. W międzyczasie Bingham wygrał partię ósmą meczu zaledwie czterema punktami.
Mecz został wznowiony 1 sierpnia w sesji porannej przy wyniku 5–4 dla Binghama. Pierwsze cztery partie drugiej sesji zostały zdominowane przez starszego z Anglików. Bingham wygrywając cztery frejmy z rzędu wysokimi podejściami, kolejno 109, 96, 57 oraz 58 punktów, wyszedł na prowadzenie 9–4 w całym meczu. W tym fragmencie meczu Carty zdobył zaledwie 24 punkty. Po regulaminowej przerwie to Carty zaczął dominować w meczu. Zdołał on wygrać trzy kolejne partie, budując przy tym breaki w wysokości 83, 51 oraz 56 punktów. W partii siedemnastej całego spotkania, Bingham zamknął cały mecz wynikiem 10–7, wygrywając frejma breakiem 82-punktowym.
Wynik: Stuart Bingham 10–7 Ashley Carty

I sesja: 59–35, 19–63, 62–19, 81–19, 49–71, 90 (90)–35, 9–118 (118), 64–60, 30–77 (69)

II sesja: 131 (109)–0, 96 (96)–0, 85 (57)–0, 71 (58)–24, 13–103 (83), 42–69 (51), 6–68 (56), 83 (82)–16

#### Ding Junhui – Mark King
Mecz rozpoczął się 31 lipca w sesji popołudniowej. W pierwszej partii Ding zbudował podejście w wysokości 104 punktów, Chińczyk wygrał również partię kolejną. W trzeciej partii Ding musiał uznać wyższość Kinga mimo zanotowania breaka 66-punktowego. W ostatniej partii przez regulaminową przerwą, Chińczyk powiększył prowadzenie do stanu 3–1. Po przerwie pierwszą partię wygrał Anglik, na co Ding w kolejnej odpowiedział podejściem 75-punktowym. Partie siódmą oraz ósmą całego spotkania na swoje konto zapisał Anglik, doprowadzając do remisu 4–4, w pierwszej z nich budując podejście 111-punktowe. Pierwszą sesję spotkania Ding zamknął breakiem w wysokości 98 punktów i prowadzeniem 5–4.
Mecz został wznowiony 1 sierpnia w sesji popołudniowej. Do regulaminowej przerwy zawodnicy wygrywali partie na zmianę. Frejma pierwszego oraz trzeciego wygrał King, w tej pierwszej notując break 51-punktowy, z kolei partie drugą i czwartą wygrał Ding, obie podejściami stupunktowymi. Pierwszą partię po przerwie wygrał King, doprowadzając do remisu 7–7. Chińczyk na to odpowiedział dwoma wygranymi frejmami, w których zbudował breaki w wysokości 85 oraz 67 punktów. Anglik jednak nie poddał się bez walki, wygrywając dwie partie z rzędu, doprowadził do remisu 9–9 i ostatniej, decydującej partii w meczu. W niej lepszym okazał się Chińczyk, kompletując zarazem zwycięstwo w całym spotkaniu.
Wynik: Ding Junhui 10–9 Mark King

I sesja: 104 (104)–4, 70–46, 66 (66)–76, 71–1, 32–77, 75 (75)–0, 21–111 (111), 57–67, 98 (98)–0

II sesja: 44–74 (51), 125 (125)–1, 15–63, 119 (119)–1, 40–69, 99 (85)–30, 84 (67)–0, 40–77, 56–68, 69–40

#### Ronnie O’Sullivan – Thepchaiya Un-Nooh
Mecz rozpoczął się 2 sierpnia w sesji popołudniowej. Pierwsza sesja spotkania została zdominowana przez O’Sullivana, który wygrał osiem partii z rozegranych dziewięciu, budując przy tym szereg wysokich podejść, kolejno: 101, 85, 115, 74, 88, 76 oraz 65 punktów. Un-Nooh zdołał zwyciężyć jedynie w partii siódmej, w której popisał się breakiem 69-punktowym.
Mecz został wznowiony 3 sierpnia w sesji porannej przy wyniku 8–1 dla O’Sullivana. Druga sesja składała się z dwóch partii, które wygrał Anglik, budując w pierwszej z nich breaka w wysokości 93 punktów.
Wynik: Ronnie O’Sullivan 10–1 Thepchaiya Un-Nooh

I sesja: 120 (101)–13, 124 (85)–0, 115 (115)–6, 90 (74)–42, 88 (88)–0, 80 (76)–11, 8–80 (69), 81–5, 88 (65)–0

II sesja: 106 (93)–22, 89–9

#### Mark Selby – Jordan Brown
Pierwsza sesja spotkania odbyła się 3 sierpnia w sesji wieczornej. Na regulaminową przerwę zawodnicy schodzili przy remisie 2–2. Pierwszą i czwartą partię wygrał Selby, w drugiej i trzeciej lepszy okazał się Brown. Jedynym wysokim podejściem tej części gry był break 76-punktowy debiutanta z partii drugiej. Po wznowieniu Brown wygrał frejma piątego na czarnej bili, na co trzykrotny mistrz świata odpowiedział dwoma wygranymi partiami z rzędu, w których zbudował podejścia w wysokości 50 i 119 punktów. Partię numer osiem na swoją korzyść rozstrzygnął północnoirlandzki snookerzysta, a w ostatnim frejmie sesji górą był Selby, zapewniając sobie prowadzenie 5–4 na koniec sesji.
Druga część meczu została rozegrana 4 sierpnia w sesji popołudniowej. W finałowej odsłonie meczu do regulaminowej przerwy zawodnicy rozdzielili rozegrane frejmy między siebie. W pierwszych dwóch lepszy okazał się Selby, który notował kolejno podejścia w wysokości 50 oraz 65 punktów. Z kolei w dwóch kolejnych partiach triumfował Brown, notując przy tym podejście 58-punktowe. Po przerwie zwycięsko z kolejnych partii wychodził już tylko Anglik. Wygrywając trzy kolejne frejmy, zamknął cały pojedynek wynikiem 10–6. W tym fragmencie meczu Selby wbił między innymi breaka 68-punktowego.
Wynik: Mark Selby 10–6 Jordan Brown

I sesja: 63–53, 14–76 (76), 0–78, 79–56, 50–54, 66 (50)–11, 120 (119)–0, 1–78, 66–29

II sesja: 69 (50)–23, 98 (65)–22, 13–74 (58), 35–56, 74 (39), 96 (68)–1, 66–50

#### Shaun Murphy – Noppon Saengkham
Mecz rozpoczął się 3 sierpnia w sesji popołudniowej. W meczu lepszy start miał Murphy, który zdołał wygrać pierwszą partię spotkania. W drugiej partii Anglik zbudował podejście w wysokości 67 punktów, jednak to nie wystarczyło na wygranie w całym frejmie. Saengkham na ten wyczyn Anglika odpowiedział również wysokim, 64-punktowym breakiem i to on triumfował w tej partii. Taj poszedł za ciosem i zwyciężył trzy kolejne partie z rzędu, w których zbudował między innymi podejścia w wysokości 67 oraz 59 punktów. Przy wyniku 1–4 Anglik zdołał wygrać dwie partie wysokimi breakami, kolejno 75 oraz 101 punktów, jednak to było wszystko na co było stać Murphy’ego tego popołudnia. Dwa pozostałe frejmy w sesji wygrał Saengkham, kończąc pierwszą odsłonę meczu prowadzeniem 6–3.
Mecz został wznowiony 4 sierpnia w sesji porannej. Druga odsłona meczu składała się zaledwie z pięciu partii. Cztery z nich wygrał Saengkham, zamykając tym samym cały pojedynek. Taj tego poranka zanotował podejścia w wysokości: 53, 63, 52, 60 oraz 76 punktów. Murphy zdołał triumfować jedynie w trzeciej partii drugiej sesji meczu.
Wynik: Shaun Murphy 4–10 Noppon Saengkham

I sesja: 84–8, 67 (67)–74 (64), 16–85 (67), 37–75 (59), 16–63, 75 (75)–30, 101 (101)–0, 47–56, 20–72

II sesja: 16–85 (53), 27–95 (63), 74–52 (52), 28–71 (60), 39–77 (76)

#### Barry Hawkins – Alexander Ursenbacher
Mecz rozpoczął się 4 sierpnia w sesji wieczornej. Początek spotkania lepszy był w wykonaniu Ursenbachera, który w pierwszym frejmie zbudował 54-punktowe podejście i wyszedł górą z całej batalii. Hawkins odpowiedział na to czterema kolejnymi wygranymi partiami, w których notował podejścia w wysokości 70, 56 oraz 57 punktów. W partii szóstej spotkania Szwajcar zapisał kolejną partię na swoje konto, jednak to było wszystko co tego wieczora osiągnął Ursenbacher. Hawkins zwyciężył w trzech pozostałych frejmach tej sesji, notując między innymi podejścia 62 oraz 65-punktowe.
Mecz został wznowiony 5 sierpnia w sesji popołudniowej przy prowadzeniu Hawkinsa 7–2. Druga odsłona meczu składała się z trzech partii, którymi Anglik zamknął całe spotkanie. W nich Hawkins zanotował podejścia w wysokości 84 oraz 53 punktów.
Wynik: Barry Hawkins 10–2 Alexander Ursenbacher

I sesja: 31–77 (54), 63–55, 71 (70)–1, 113 (56, 57)–6, 63–52, 47–69 (55), 69 (62)–0, 64–41, 72 (65)–23

II sesja: 84 (84)–0, 69 (53)–30, 67–18

#### Neil Robertson – Liang Wenbo
Mecz rozpoczął się 2 sierpnia w sesji porannej. Pierwszą partię spotkania na swoje konto zapisał Robertson, budując przy tym podejście w wysokości 140 punktów. Na ten wyczyn Australijczyka, Liang odpowiedział dwoma frejmami wygranymi z rzędu. Ostatnią partię przed regulaminową przerwą ponownie wygrał Robertson breakiem stupunktowym. Po przerwie kolejne dwa frejmy wysokimi podejściami wygrał Australijczyk, budował on kolejno breaki w wysokości 87 i 64 punktów. W partii siódmej całego spotkania lepszy okazał się Chińczyk. Frejm ósmy był najbardziej zaciętym w całej pierwszej sesji. W nim ostatecznie górą był Robertson, wygrywając zaledwie trzema punktami. W ostatniej partii sesji triumfował Liang breakiem 113-punktowym, tym samym zmniejszając swoją stratę w całym meczu do jednego frejma.
Mecz został wznowiony 2 sierpnia w sesji wieczornej przy wyniku 5–4 dla Robertsona. Pierwszą partię odsłony na swoje konto zapisał Liang, notując przy tym 82-punktowe podejście. Jednak Chińczyka nie było stać na więcej wygranych partii tego wieczora. Pozostałe pięć frejmów wygrał Robertson, zamykając całe spotkanie wynikiem 10–5. Australijczyk w drugiej sesji spotkania zbudował podejścia w wysokości 97, 89 oraz 50 punktów.
Wynik: Neil Robertson 10–5 Liang Wenbo

I sesja: 145 (140)–0, 39–67, 51–76, 123 (122)–0, 91 (87)–4, 78 (64)–0, 4–81, 68–65, 113 (113)–14

II sesja: 4–83 (82), 125 (97)–16, 89 (89)–10, 74–61 (55), 99 (50)–1, 98–12

### 2. runda
Druga runda turnieju odbyła się w dniach 5–9 sierpnia.

#### Judd Trump – Yan Bingtao
Mecz rozpoczął się 6 sierpnia w sesji popołudniowej. Do regulaminowej przerwy zawodnicy wygrywali partie na przemian. W pierwszej zaczął Trump, na co w drugiej Yan odpowiedział podejściem w wysokości 133 punktów. W trzeciej partii to Anglik ponownie odniósł sukces, ponadto w czwartej zdołał zbudować breaka 65-punktowego, jednak nie wystarczyło to do triumfu. Ostatecznie Chińczyk okazał się lepszy o 2 punkty. Po przerwie trzy kolejne partie na swoje konto zapisał Yan, notując przy tym podejścia w wysokości 91 oraz 93 punktów. W ostatnim frejmie Trump zdołał zmniejszyć prowadzenia rywala breakiem 58-punktowym do zaledwie jednej partii.
Mecz został wznowiony 7 sierpnia w sesji porannej przy wyniku 5–3 dla Yana. Większość sesji została zdominowana przez Trumpa. Wygrał on sześć kolejnych partii, notując przy tym podejścia w wysokości 88, 73 oraz 93 punkty. W przedostatnim frejmie tej odsłony meczu to ponownie Anglik zbudował wysokie, 52-punktowe podejście, jednak to Yan okazał się lepszy w całej partii. Ostatniego frejma na swoje konto również zapisał Chińczyk podejściem 89-punktowym, zmniejszając swoją stratę do dwóch partii.
Trzecia odsłona pojedynku została rozegrana 7 sierpnia w sesji wieczornej od wyniku 9–7 dla Trumpa. Do regulaminowej przerwy zawodnicy wygrywali partie na zmianę. W pierwszej oraz trzeciej zwyciężył Chińczyk, z kolei w drugiej i czwartek Anglik. Obaj zawodnicy w tym fragmencie meczu wbili po jednym wysokim breaku, kolejno Trump 52 punkty oraz Yan 64 punkty. Po ostatniej regulaminowej przerwie w meczu zasada wygrywania partii na zmianę została zachowana. Piątą oraz siódmą wygrał Chińczyk, szóstą oraz ósmą Anglik. W tym razem zawodnicy zdołali wbić większą liczbą wysokich breaków. Yan popisał się podejściami w wysokości 94 oraz 130 punktów, z kolei Trump 55 i 127 punktów. Pozwoliło to Trumpowi utrzymać dwufrejmowe prowadzenie z początku sesji i zamknąć cały pojedynek wynikiem 13–11.
Wynik: Judd Trump 13–11 Yan Bingtao

I sesja: 75–35, 0–133 (133), 70–22, 69 (65)–71, 0–91 (91), 13–69, 7–97 (93), 87 (58)–37

II sesja: 73–1, 56–26, 122 (88)–0, 73 (73)–16, 93 (93)–0, 66–7, 52 (52)–74, 40–89 (89)

III sesja: 1–54, 93 (52)–47, 1–98, 67–65 (64), 9–108 (94), 77 (55)–53, 3–130 (130), 127 (127)–6

#### Martin Gould – Kyren Wilson
Mecz rozpoczął się 8 sierpnia w sesji porannej. Pierwsze trzy partie sesji na swoje konto zapisał Wilson, wbijając przy tym szereg wysokich podejść, kolejno 52, 113 oraz 63 punkty. Dopiero w czwartej partii lepszy okazał się Gould zwyciężając breakiem 129-punktowym. Po regulaminowej przerwie kolejne dwa frejmy wygrał rozstawiony w turnieju Anglik, ponownie popisując się wysokimi podejściami (90 oraz 64 punkty). W przedostatnim frejmie sesji Gould zbudował podejście 82-punktowe, co wystarczyło do zwycięstwa w tej partii. W ostatniej partii sesji Wilson zdołał wbić 54 punkty w podejściu, jednak nie wystarczyło to do wygranej. Gould odpowiedział brekiem 70-punktowym, zmniejszając tym samym swoją stratę w meczu do dwóch partii.
Mecz został wznowiony 8 sierpnia w sesji wieczornej przy prowadzeniu Wilsona 5–3. Tę odsłonę meczu lepiej rozpoczął Wilson, który od jej początku wygrał pięć kolejnych partii, notując przy tym między innymi podejścia w wysokości 83, 57 oraz 109 punktów. Gould zdołał odpowiedzieć kolejnymi dwoma partiami oraz jednym wysokim breakiem, 61 punktów. W ostatnim frejmie sesji to ponownie Wilson był górą, zamykając tym samym tę część spotkania wynikiem 11–5 w całym meczu.
Trzecia odsłona meczu została rozegrana 9 sierpnia w sesji popołudniowej. Od początku rozgrywki Gould przystąpił do odrabiania strat w meczu. Wygrał on trzy kolejne partie, wbijając w nich między innymi podejście 58-punktowe. Frejma przed regulaminową przerwą po zaciętej grze na swoje konto zapisał Wilson, zwyciężając w niej sześcioma punktami. Zbliżył się tym samym do zwycięstwa w całym meczu na zaledwie jedną partię. Po przerwie rozegrane zostały tylko dwa frejmy. Pierwszego z nich wygrał Gould breakiem 73-punktowym, w kolejnym Wilson odpowiedział podejściem w wysokości 79 punktów.
Wynik: Martin Gould 9–13 Kyren Wilson

I sesja: 17–68 (52), 0–113 (113), 43–79 (63), 129 (129)–1, 0–94 (90), 8–82 (64), 67 (62)–16, 70 (70)–54 (54)

II sesja: 15–65, 36–91 (83), 47–84 (57), 22–65, 4–109 (109), 79–49, 62 (61)–48, 15–107 (59)

III sesja: 65 (58)–22, 71–6, 67–52 (52), 68–74, 73 (73)–0, 12–79 (79)

#### John Higgins – Kurt Maflin

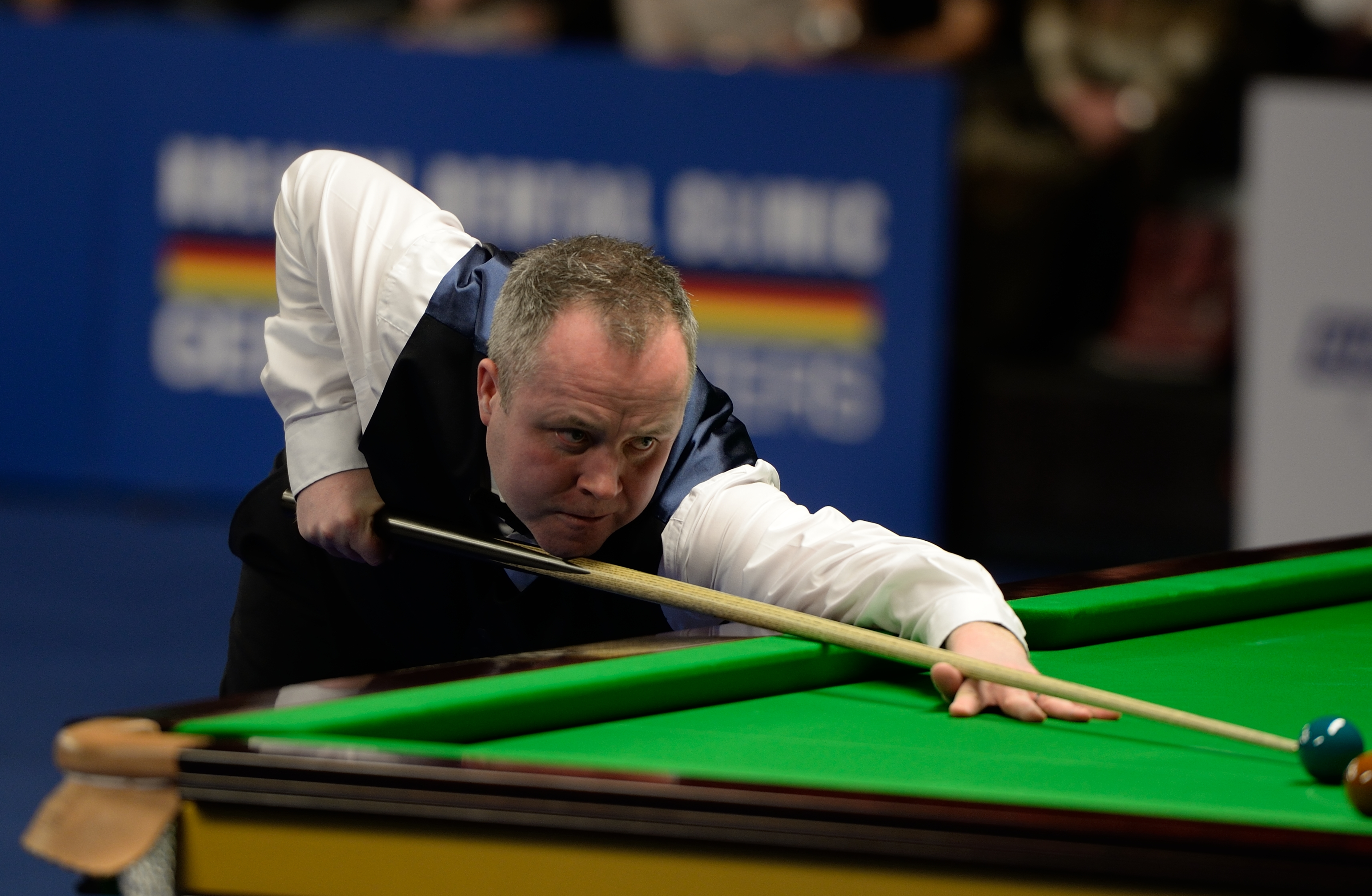
John Higgins – autor breaka maksymalnego w tegorocznych mistrzostwach

Mecz rozpoczął się 5 sierpnia w sesji popołudniowej. Pierwszą partię sesji na swoje konto zapisał Higgins, który zanotował w niej podejście 53-punktowe. W kolejnej partii Maflin zdołał zbudować wysokie, 55-punktowe podejście, jednak Szkot również odpowiedział wysokim, 69-punktowym breakiem i to ponownie on był lepszy. W tym momencie rozpoczął się okres dominacji Norwega. Jego łupem padły cztery kolejne frejmy, w nich zbudował jedno odnotowane podejście w wysokości 79 punktów. Dwie ostatnie partie sesji zawodnicy wygrywali wysokimi breakami i rozdzielili je między siebie. W pierwszej z nich Higgins zanotował podejście w wysokości 101 punktów, w drugiej Maflin 81 punktów.
Mecz został wznowiony 6 sierpnia w sesji porannej przy prowadzaniu Maflina 5–3. Pierwszą partię sesji na swoje konto zapisał Szkot, na co Norweg odpowiedział kolejnymi dwoma wygranymi frejmami, w których zbudował podejścia w wysokości 64 oraz 97 punktów. W partii przed regulaminową przerwą Higgins zwyciężył wbijając breaka maksymalnego. W kolejnej partii Maflin zdołał zbudować wysokie, 57-punktowe podejście, jednak nie wystarczyło to do wygranej. Higgins odpowiedział breakiem w wysokości 55 punktów i to on był lepszy w całej partii. Kolejna partia padła już łupem Norwega, wbił on breaka 81-punktowego. Dwa ostatnie frejmy sesji na swoje konto zapisał Szkot. Pierwszego z nich wygrał 71-punktowym podejściem, z kolei w drugim Norweg ponownie nie zdołał zamienić wysokiego podejścia na wygraną. Ostatecznie 63 punkty Higginsa w podejściu pozwoliło wygrać tę partię i doprowadzić do remisu 8–8 w całym spotkaniu.
Trzecia odsłona pojedynku została rozegrana 6 sierpnia w sesji wieczornej. Wieczorny występ lepiej rozpoczął Maflin, wygrywając dwa kolejne frejmy. Na to osiągnięcie Norwega Higgins odpowiedział trzema wygraniami partiami z rzędu, wychodząc na prowadzenie 11–10, po raz pierwszy od wyniku 2–1 z perspektywy Szkota. Jednak to było wszystko, na co było stać w tym meczu Higginsa. Maflin zamknął spotkanie wygrywając trzy kolejne frejmy wysokimi breakami, kolejno 70, 85 oraz 63 punkty.
Wynik: John Higgins 11–13 Kurt Maflin

I sesja: 119 (53)–0, 69 (69)–55 (55), 1–80 (79), 37–62, 48–58, 29–68, 105 (101)–0, 1–87 (81)

II sesja: 91–0, 40–72 (64), 0–97 (97), 147 (147)–0, 66 (55)–57 (57), 0–81 (81), 71 (71)–0, 71 (63)–66 (52)

III sesja: 0–74, 9–70, 78 (78)–43, 65–13, 77–13, 24–106 (80), 4–94 (75), 7–92 (63)

#### Anthony McGill – Jamie Clarke
Mecz rozpoczął się 7 sierpnia w sesji popołudniowej. W pierwszej partii McGill zbudował podejście 56-punktowe, jednak to Clarke okazał się lepszy w całej partii. Szkot zdołał doprowadzić do remisu w partii kolejnej. W tym momencie kontrolę nad meczem przejął Walijczyk. Wygrał on pięć kolejnych frejmów, notując przy tym między innymi podejścia w wysokości 60, 52 oraz 60 punktów. McGill zdołał zapisać drugą partię na swoje konto dopiero w ostatnim frejmie sesji breakiem 57-punktowym.
Mecz został wznowiony 8 sierpnia w sesji popołudniowej przy prowadzeniu Clarke’a 6–2. Pierwszą partię tej odsłony meczu na swoje konto zapisał Walijczyk, był on również górą w drugim frejmie, którego wygrał zaledwie dwoma punktami. W partii tej doszło też do wymiany zdań między zawodnikami, w której ostatecznie musiał interweniować arbiter spotkania. W tym momencie Walijczyk prowadził 8–2 w całym pojedynku. Do głosu doszedł jednak McGill, który wygrał pięć kolejnych partii, zmniejszając swoją stratę w meczu do zaledwie jednego frejma. Szkot tego popołudnia nie zanotował żadnego wyższego podejścia. Przed ostatnią zaplanowaną w sesji partią pojedynek został przerwany z powodu przeciągającej się gry.
Trzecią sesję rozegrano 9 sierpnia w sesji wieczornej; zaczęła się ona przy prowadzeniu Clarke’a 8–7. Przed regulaminową przerwą zawodnicy wygrywali partie na przemian: McGill był lepszy we frejmach szesnastym i osiemnastym, Clarke zaś w siedemnastym i dziewiętnastym. Szkot w 16. frejmie osiągnął 58 punktów w podejściu, zaś Walijczyk wbijał w wygranych przez siebie partiach kolejno 57 i 73 punkty. Po przerwie dwie partie wygrał McGill, w pierwszej z nich osiągając najwyższego breaka meczu (78 punktów) i dzięki temu wyszedł pierwszy raz w całym spotkaniu na prowadzenie. Clarke odpowiedział na to swoimi dwoma wygranymi frejmami, W dwudziestej czwartej partii Walijczyk zbudował 55-punktowego breaka i potrzebował już tylko wbicia dwóch bil, aby doprowadzić do sytuacji, w której Szkot potrzebowałby snookera. Clarke spudłował bilę różową, a partię ostatecznie wygrał McGill na czarnej bili, doprowadzając do decydującego, 25. frejma. Z niego zwycięsko wyszedł Szkot, triumfując ostatecznie w całym pojedynku 13–12.
Wynik: Anthony McGill 13–12 Jamie Clarke

I sesja: 68 (56)–75, 68–34, 27–103 (60), 15–67, 21–70, 72–76 (52), 27–85 (60), 78 (57)–21

II sesja: 9–77 (77), 67–69, 93–27, 81–41, 83–4, 84–23, 62–42

III sesja: 84 (58)–34, 43–65 (57), 75–43, 1–87 (73), 60–26, 87 (78)–15, 0–77 (64), 37–63, 57–55 (55), 85–42

#### Mark Williams – Stuart Bingham
Mecz rozpoczął się 5 sierpnia w sesji wieczornej. Pierwsze cztery partie meczu zawodnicy rozdzielili między siebie. W pierwszej oraz czwartej triumfował Williams, z kolei w drugiej i trzeciej Bingham. Jedyny odnotowany break tego fragmentu spotkania to 50 punktów Anglika z drugiego frejma meczu. Po regulaminowej przerwie trzy partie z rzędu wygrał Walijczyk, zanotował on przy tym podejścia 97 oraz 90-punktowe. Ostatniego frejma sesji na swoje konto zapisał Bingham, wbijając breaka w wysokości 57 punktów.
Mecz został wznowiony 6 sierpnia w sesji popołudniowej przy prowadzeniu Williamsa 5–3. Pierwszą partię drugiej odsłony meczu zapisał na swoje konto Walijczyk. W kolejnych czterech frejmach to jednak Anglik okazał się lepszy, wbijając między innymi breaki 115 oraz 76-punktowe. Wyszedł tym samym na prowadzenie w całym spotkaniu 7–6. Pozostałe trzy partie do końca meczu były już bez wysokich podejść i przebiegały w sposób zacięty. Dwie z nich padły łupem Williamsa, dopiero w ostatniej partii sesji lepszy ponownie był Bingham. Pozwoliło to zamknąć drugą odsłonę spotkania wynikiem 8–8 w całym pojedynku.
Trzecia część meczu odbyła się 7 sierpnia w sesji porannej. Cztery pierwsze partie tej odsłony meczu zawodnicy rozdzieli między siebie. Pierwszą oraz czwartą partię sesji na swoje konta zapisał Bingham, notując podejścia w wysokości 70 oraz 51 punktów. Z kolei Williams triumfował w partiach drugiej i trzeciej breakami 67 oraz 90-punktowymi. Pozwoliło to zejść na ostatnią regulaminową przerwę w meczu z remisem 10–10. Po przerwie pierwszego frejma wygrał Walijczyk, w którym wbił podejście 74 punktowe. Na ten wyczyn Anglik odpowiedział wygraną w kolejnej partii, doprowadzając do kolejnego remisu, 11–11. Jednak to było wszystko na co było stać tego poranka Binghama. To Williams na swoje konto zapisał dwie ostatnie partie sesji, zamykając tym samym pojedynek wynikiem 13–11. W ostatnim frejmie Walijczyk wbił breaka 75-punktowego.
Wynik: Mark Williams 13–11 Stuart Bingham

I sesja: 75–44, 20–74 (50), 0–69, 64–57, 97 (97)–0, 90 (90)–8, 66–34, 1–69 (57)

II sesja: 65–51, 0–115 (115), 55 (55)–60, 46–66, 0–77 (76), 53–45, 74–37, 49–60

III sesja: 16–70 (70), 82 (67)–38, 90 (90)–0, 21–74 (51), 75 (74)–20, 48–66, 78–44, 80 (75)–44

#### Ding Junhui – Ronnie O’Sullivan
Mecz rozpoczął się 7 sierpnia w sesji wieczornej. Pierwszą partię spotkania na swoje konto zapisał O’Sullivan, budując w niej podejście 61-punktowe. Trzy kolejne frejmy wygrał Ding, notując w nich między innymi breaki 57 oraz 76-punktowe. Po regulaminowej przerwie to tym razem Anglik zwyciężał w trzech kolejnych partiach, budując w nich dwa wysokie podejścia, kolejno 60 oraz 101 punktów. W ostatnim frejmie sesji triumfował Ding, zamykając całą odsłonę remisem 4–4.
Mecz został wznowiony 8 sierpnia w sesji popołudniowej. Pierwszą partię sesji po zaciętej batalii na swoje konto zapisał Anglik, jednak w kolejnych trzech Chińczyk odpowiedział wysokimi podejściami, kolejno 64, 118 oraz 101 punktów. Po regulaminowej przerwie podobnym osiągnięciem odpowiedział O’Sullivan. Wygrał on trzy kolejne frejmy, również notując w każdym z nich pokaźne breaki, 90, 89 oraz 73 punkty. Ostatnią partię sesji wygrał Ding, notując w niej podejście 53-punktowe, zamykając tym samym drugą odsłonę pojedynku remisem 8–8.
Trzecia część meczu została rozegrana 9 sierpnia w sesji wieczornej. Dwie pierwsze partie tej odsłony meczu zapisał na swoje konto O’Sullivan, budując w nich podejścia w wysokości 87 oraz 73 punktów. Kolejne dwa frejmy zawodnicy rozdzielili między siebie. Pierwszą z nich wygrał Ding breakiem 88-punktowym, kolejną Anglik notując podejście 60-punktowe. Po regulaminowej przerwie kolejnego frejma na swoje konto zapisał Chińczyk, ponownie popisując się wysokim podejściem, tym razem 81 punktów. To było jednak wszystko na co było stać Dinga w tym meczu. Dwie pozostałe rozegrane partie padły łupem O’Sullivana. Anglik ponownie w nich notował wysokie breaki, kolejno 117 oraz 93 punkty. Pozwoliło to zamknąć całe spotkanie wynikiem 13–10.
Wynik: Ding Junhui 10–13 Ronnie O’Sullivan

I sesja: 1–100 (61), 86 (57)–0, 58–22, 112 (76)–0, 30–73 (60), 0–101 (101), 42–50, 61–4

II sesja: 43–60, 64 (64)–15, 119 (118)–9, 101 (101)–0, 0–94 (90), 9–108 (89), 0–84 (73), 94 (53)–0

III sesja: 0–128 (87), 1–73 (73), 89 (88)–0, 39–65 (60), 82 (81)–22, 0–117 (117), 0–93 (93)

#### Mark Selby – Noppon Saengkham
Mecz rozpoczął się 6 sierpnia w sesji porannej. W pierwszej partii pojedynku górą był Saengkham, który zbudował w niej podejście 70-punktowe. Na ten wyczyn Taja Selby odpowiedział trzema wygranymi frejmami, w każdym z nich również notując wysokie breaki, kolejno 84, 70 oraz 102 punkty. Po regulaminowej przerwie kontrolę w meczu przejął Saengkham. Zdołał on wygrać wszystkie cztery partie, wbijając w nich szereg wysokich podejść: 76, 122, 64 oraz 50 punktów. Wyszedł on tym samym na prowadzenie w całym meczu 5–3.
Druga odsłona pojedynku została rozegrana 6 sierpnia w sesji wieczornej. Pierwsze trzy partie tej części pojedynku na swoje konto zapisał Selby, w każdym z frejmów wbijając wysokie breaki, kolejno: 76, 55 oraz 120 punktów. Ostatnią partię przed przerwą zdołał wygrać Saengkham jednym podejściem w wysokości 74 punktów. Po przerwie zawodnicy wygrywali partie na zmianę. Piątego oraz siódmego frejma sesji wygrał Taj, z kolei szóstego i ósmego Anglik. Obaj zawodnicy w tym fragmencie meczu wbili po jednym wyższym breaku, kolejno Selby 83 punkty oraz Saengkham 105 punktów.
Mecz został wznowiony 7 sierpnia w sesji popołudniowej przy remisie 8–8. Do ostatniej regulaminowej przerwy w meczu zawodnicy rozdzielili partie między siebie. Pierwszego oraz czwartego frejma sesji na swoje konto zapisał Selby, z kolei w drugim i trzecim frejmie górą był Saengkham. W tym fragmencie meczu padły trzy wysokie podejścia, 53 i 77 punktów autorstwa Anglika oraz 54 punkty Taja. Po regulaminowej przerwie, przy stanie 10–10 w całym meczu, dwie kolejne partie wygrał Selby, wbijając przy tym breaka 92-punktowego. Taj zdołał odpowiedzieć podobnym osiągnięciem, wygrywając dwa kolejne frejmy doprowadził do stanu 12–12 w spotkaniu oraz ostatniej, decydującej partii. W niej lepszy okazał się Selby, który wbił breaka stupunktowego.
Wynik: Mark Selby 13–12 Noppon Saengkham

I sesja: 44–71 (70), 92 (84)–0, 80 (70)–22, 102 (102)–0, 13–77 (76), 0–122 (122), 31–64 (64), 48–61 (50)

II sesja: 110 (76)–0, 71 (55)–11, 120 (120)–0, 0–74 (74), 0–85, 83 (83)–0, 0–112 (105), 58–21

III sesja: 102–8, 53 (53)–68 (54), 39–73, 77 (77)–0, 75–0, 96 (92)–48, 19–68, 1–90 (90), 124 (124)–9

#### Barry Hawkins – Neil Robertson
Mecz rozpoczął się 8 sierpnia w sesji porannej. Dwie pierwsze partie meczu zawodnicy rozdzielili między siebie, wygrywając je wysokimi podejściami. W pierwszej z nich Robertson wbił 78 punktów w breaku, w drugiej Hawkins 68. W trzecim frejmie obaj zawodnicy zdołali zbudować wysokie podejścia, jednak to ostatecznie Australijczyk okazał się w tej partii lepszy o zaledwie 1 punkt. Frejma przed regulaminową przerwą ponownie na swoje konto zapisał Anglik. Po przerwie dwie zacięte partie wygrał Roberston. W tym fragmencie meczu nie padały żadne wyższe podejścia. Dopiero w dwóch ostatnich partiach tej odsłony meczu zawodnicy zdołali wbić dwa breaki stupunktowe, kolejno Hawkins 111 punktów oraz Robertson 105.
Mecz został wznowiony 8 sierpnia w sesji wieczornej przy prowadzeniu Robertsona 5–3. Pierwszą partię tej części meczu na swoje konto zapisał Australijczyk breakiem 132-punktowym. Hawkins odpowiedział na ten wyczyn czterema wygranymi partiami z rzędu, budując w nich jedno wyższe podejście, 95 punktów w drugim frejmie sesji. Robertson zdołał wygrać partie czternastą oraz piętnastą całego meczu, ostatnią partię drugiej sesji pojedynku wygrał Anglik breakiem 117-punktowym, tym samym kończąc ją wynikiem 8–8 w całym pojedynku.
Trzecia część meczu została rozegrana 9 sierpnia w sesji popołudniowej. Ta odsłona meczu została zdominowana przez Robertsona, który wygrał pięć z sześciu rozegranych partii. Zanotował on przy tym między innymi podejścia w wysokości 59, 50 oraz 79 punktów. Hawkins okazał się lepszy tylko w czwartej partii sesji, w której zbudował breaka 104-punktowego.
Wynik: Barry Hawkins 9–13 Neil Robertson

I sesja: 4–81 (78), 88 (68)–37, 61 (61)–62 (54), 102 (59)–7, 60–71, 23–55, 111 (111)–15, 0–105 (105)

II sesja: 4–132 (132), 95 (95)–1, 75–25, 70–30, 68–16, 52–102 (62), 9–93 (69), 117 (117)–16

III sesja: 0–81 (59), 17–77, 19–94 (50), 104 (104)–0, 0–79 (79), 27–69

### Ćwierćfinały
Ćwierćfinały turnieju odbyły się w dniach 10–11 sierpnia.

#### Judd Trump – Kyren Wilson

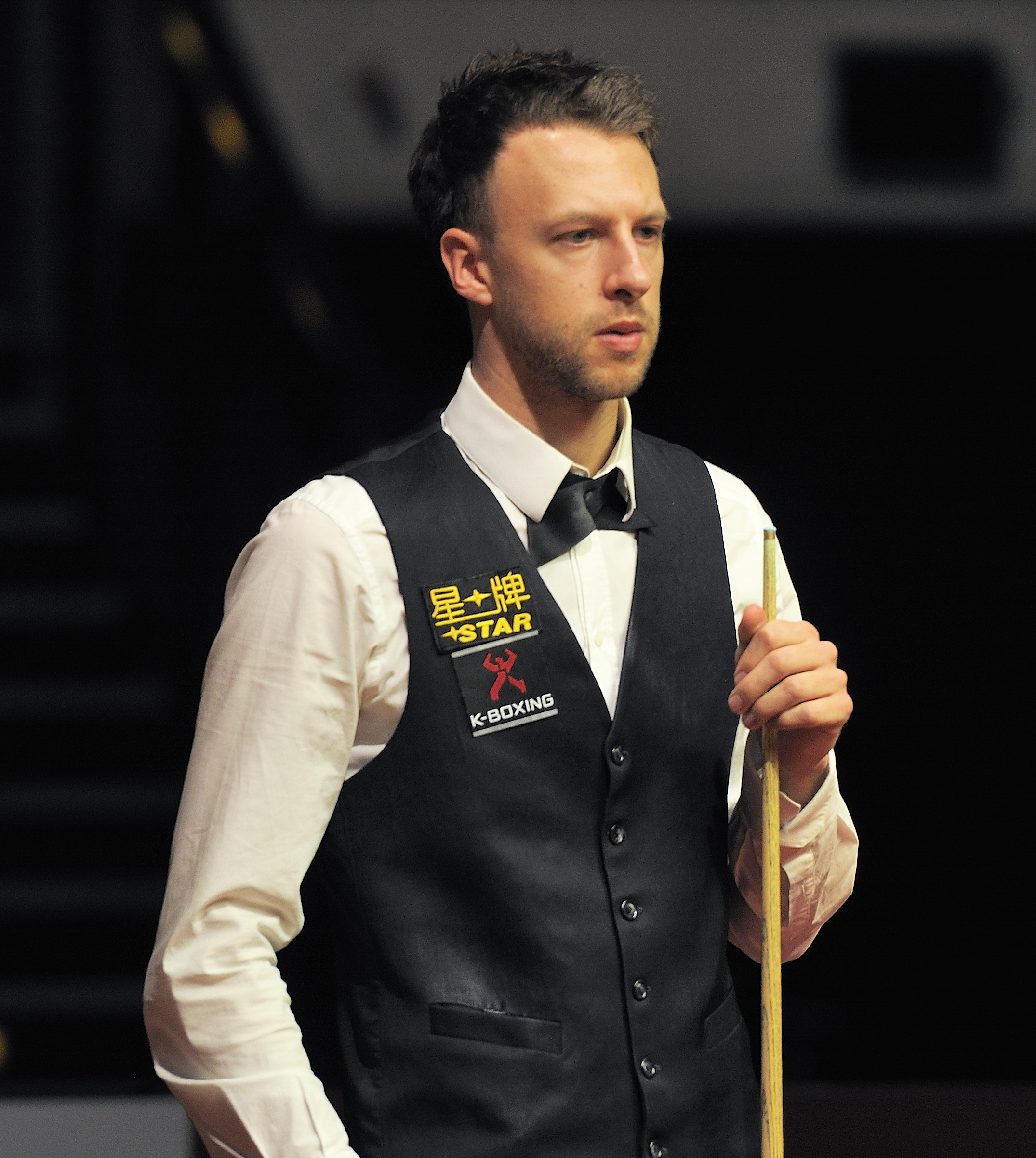
Obrońca tytułu Judd Trump został wyeliminowany z turnieju w ćwierćfinale.

Mecz rozpoczął się 10 sierpnia w sesji porannej. Do regulaminowej przerwy zawodnicy rozdzieli partie między siebie. Wilson zapisał na swoje konto frejmy pierwszego oraz czwartego, w pierwszym z nich wbijając breaka 74-punktowego. Z kolei Trump lepszy był w partiach drugiej i trzeciej, w obu notując wysokie podejścia, kolejno 85 oraz 76 punktów. We frejmie po regulaminowej przerwie to ponownie obrońca tytułu zdołał zbudować wysokie podejście, 51 punktów, jednak nie wystarczyło to do wygrania tej partii. Wilson zdołał triumfować zaledwie czterema punktami, na swoje konto zapisał również kolejną partię breakiem 72-punktowym. Dwa ostatnie frejmy sesji zostały podzielone między zawodników. W pierwszym triumfował Trump, w drugim Wilson, notując podejście 79-punktowe.
Mecz został wznowiony 10 sierpnia w sesji wieczornej przy prowadzeniu Wilsona 5–3. Do przerwy zawodnicy wygrali po dwie partie. Pierwszą oraz trzecią wygrał Trump, notując w nich podejścia 73 oraz 70-punktowe, z kolei w drugiej i czwartej lepszy był Wilson, wbijając w nich jednego wysokiego breaka, 65 punktów. W partii po przerwie lepszy ponownie był Trump, tym razem popisując się podejściem 64-punktowym. Jednak do końca wieczoru frejmy na swoje konto zapisywał już tylko Wilson. Wygrał on trzy partie z rzędu, w każdym wbijając wysokie podejścia, 94, 80 oraz 63 punkty. Pozwoliło to zamknąć pierwszy dzień rywalizacji wynikiem 10-6 w całym spotkaniu z perspektywy Wilsona.
Trzecia odsłona meczu została rozegrana 11 sierpnia w sesji popołudniowej. Pierwszą partię popołudnia na swoje konto zapisał Trump breakiem 72-punktowym, na co Wilson odpowiedział w kolejnym frejmie podejściem w wysokości 94 punktów. Dwie pozostałe partie przez regulaminową przerwą wygrał Trump podejściami 100 i 62-punktowymi, zmniejszając swoją stratę w meczu do dwóch frejmów. Jednak to było wszystko na co było stać obrońcę tytułu w tym meczu. Dwie partie po przerwie padły łupem Wilsona, w drugim z nich zbudował podejście 104-punktowe. Było to jednoznaczne z wyeliminowaniem obrońcy tytułu z turnieju.
Wynik: Judd Trump 9–13 Kyren Wilson

I sesja: 1–74 (74), 89 (85)–10, 83 (76)–4, 29–64, 57 (51)–61, 30–80 (72), 76–4, 11–95 (79)

II sesja: 82 (73)–35, 0–74 (65), 88 (70)–0, 48–52, 83 (64)–0, 0–118 (94), 0–80 (80), 47–85 (63)

III sesja: 72 (72)–0, 1–97 (94), 100 (100)–0, 70 (62)–0, 0–60, 1–127 (104)

#### Kurt Maflin – Anthony McGill
Mecz rozpoczął się 10 sierpnia w sesji popołudniowej. Pierwsza odsłona spotkania została zdominowana przez McGilla, który wygrał siedem z ośmiu rozegranych partii, notując przy tym podejścia w wysokości 53, 63, 78, 92 oraz 81 punktów. Maflin okazał się lepszy tylko w czwartym frejmie tej części meczu.
Mecz został wznowiony 11 sierpnia w sesji porannej przy prowadzeniu McGilla 7–1. Dwa pierwsze frejmy tej odsłony meczu na swoje konto zapisał Maflin, w pierwszym z nich budując breaka 87-punktowego. W partii kolejnej Norweg ponownie zdołał zbudować wysokie podejście, 62 punkty, jednak to ostatecznie McGill okazał się w niej lepszy. Szkot triumfował również w partii przed regulaminową przerwą, wracając na sześciofrejmowe prowadzenie w spotkaniu. Po przerwie trzy partie z rzędu padły łupem Maflina. Norweg zbudował w nich jedno wyższe podejście, ponownie 87 punktów. Ostatnią partię tej części pojedynku wygrał Szkot, zamykając sesję wynikiem 10–6 w całym spotkaniu.
Trzecia część meczu została rozegrana 11 sierpnia w sesji wieczornej. Pierwszą partię tego wieczora na swoje konto zapisał McGill breakiem 92-punktowym. Maflin zdołał odpowiedzieć na ten wyczyn kolejnymi dwoma wygranymi frejmami, w których zbudował jedno wysokie podejście, 73 punkty. Partię przed regulaminową przerwą ponownie wygrał Szkot, notując w nim breaka 75-punktowego. Po przerwie Norweg zmniejszył swoją stratę w meczu do zaledwie dwóch partii. Wygrał on dwa frejmy z rzędu, w każdym z nich notując wysokie breaki, kolejno 69 i 81 punktów. Dwudziesta trzecia partia spotkania okazała się ostatnią, triumfował w niej McGill, zamykając całe spotkanie wynikiem 13–10.
Wynik: Kurt Maflin 10–13 Anthony McGill

I sesja: 25–88 (53), 11–68 (63), 39–85 (78), 72–49, 39–70, 20–66, 0–92 (92), 54 (54)–81 (81)

II sesja: 87 (87)–37, 74–47, 62 (62)–71, 15–86 (86), 87 (87)–34, 71–5, 69–57 (51), 29–65

III sesja: 22–98 (92), 70–17, 89 (73)–4, 17–83 (75), 75 (69)–6, 81 (81)–54 (50), 11–59

#### Mark Williams – Ronnie O’Sullivan
Mecz rozpoczął się 10 sierpnia w sesji popołudniowej. Do regulaminowej przerwy zawodnicy rozdzielili partie między siebie. Pierwszą oraz czwartą wygrał Williams, w pierwszej wbijając w breaku 70 punktów. Z kolei drugą oraz trzecią wysokimi podejściami wygrywał O’Sullivan, kolejno 101 oraz 70 punktów. Po przerwie grę zdominował Walijczyk. Wygrał on cztery frejmy, notując w nich między innymi podejścia w wysokości 72, 56 oraz 130 punktów.
Mecz został wznowiony 11 sierpnia w sesji popołudniowej przy prowadzeniu Williamsa 6–2. W pierwszej partii drugiej odsłony spotkania O’Sullivan zdołał zbudować podejście 54-punktowe, jednak to Williams zapisał tę partię na swoje konto, zwyciężając w niej zaledwie 7 punktami. Kolejna dwa frejmy padły już łupem Anglika, popisując się w nich również wysokimi podejściami, kolejno 105 oraz 74 punkty. Partia przed regulaminową przerwą została zapisana na konto Walijczyka, tym samym utrzymał on czterofrejmową przewagę z początku sesji. Po przewie mecz został zdominowany przez O’Sullivana. Zwyciężył on pozostające do rozegrana w tej sesji cztery partie, notując w nich między innymi podejścia w wysokości 112 oraz 54 punktów. Pozwoliło to zakończyć drugą część pojedynku remisem 8–8 w całym spotkaniu.
Mecz został dokończony 11 sierpnia w sesji wieczornej. Początek trzeciej odsłony meczu przebiegał w zacięty sposób. Pierwszą partię na swoje konto zapisał Williams, na co w kolejnej odpowiedział O’Sullivan. Anglik w trzecim frejmie zbudował podejście 52-punktowe, jednak to Walijczyk był ostatecznie lepszy. W partii przed regulaminową przerwą O’Sullivan popisał się breakiem 104 punktowym. Oznaczało to, że zawodnicy na przerwę zeszli z remisem 10–10. Po przerwie grę zdominował Anglik. Wygrał on dwa kolejne frejmy, w których zbudował trzy wysokie podejścia, kolejno 61, 65 oraz 133 punkty. Siódma partia sesji była partią zaciętą. Ostatecznie po dogrywce lepszy okazał się O’Sullivan, który tym samym triumfował w całym spotkaniu.
Wynik: Mark Williams 10–13 Ronnie O’Sullivan

I sesja: 74 (70)–0, 0–101 (101), 0–87 (70), 62–19, 68–28, 72 (72)–0, 68 (56)–45, 130 (130)–0

II sesja: 62–55 (54), 1–105 (105), 0–78 (74), 64 (57)–27, 24–76, 25–74, 5–112 (112), 20–74 (54)

III sesja: 68–29, 10–64, 75–52 (52), 5–110 (104), 0–126 (61, 65), 0–133 (133), 60–67

#### Mark Selby – Neil Robertson

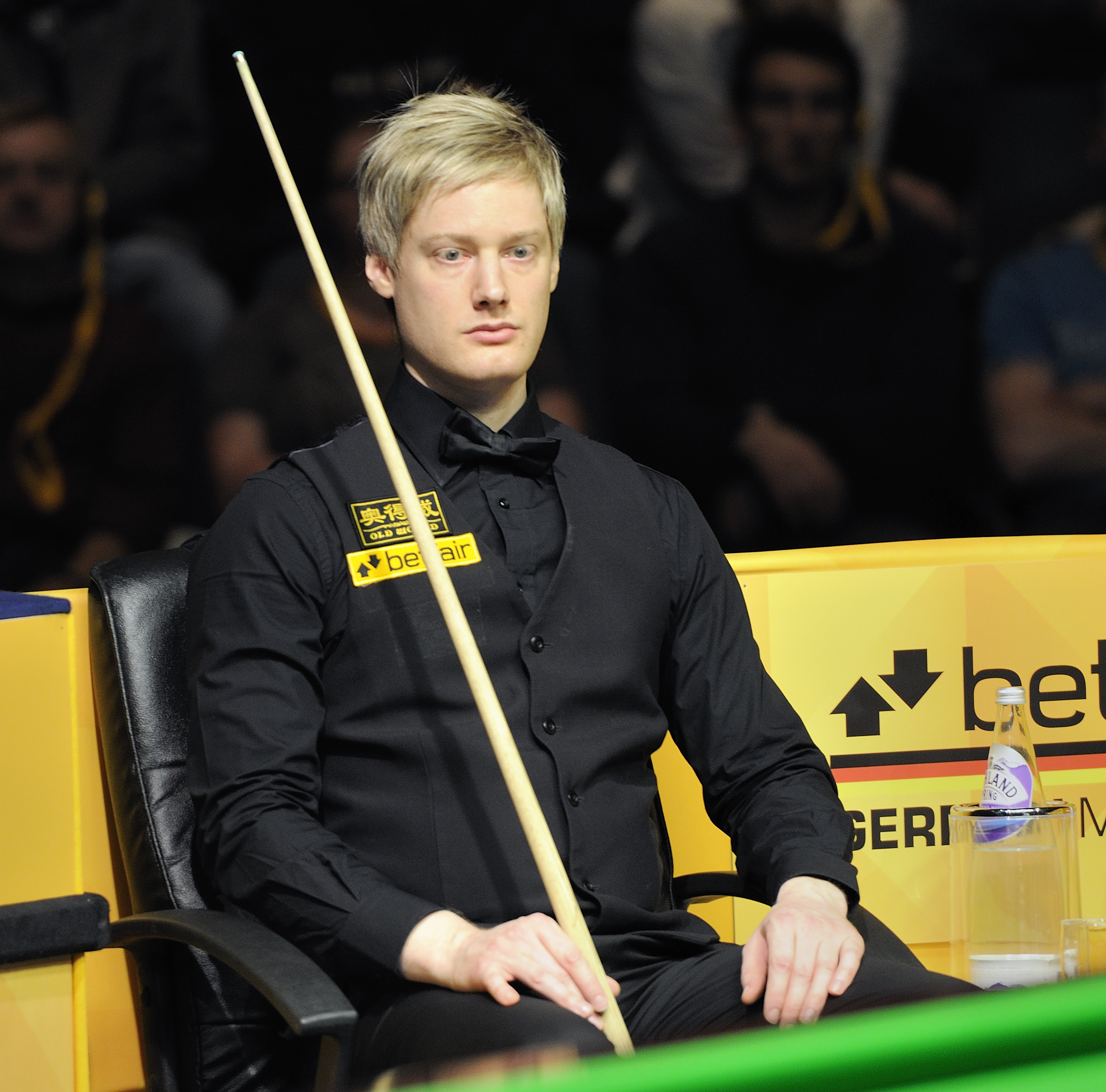
Rozstawiony w turnieju z numerem drugim Neil Robertson, podobnie jak obrońca tytułu przegrał swój mecz ćwierćfinałowy.

Mecz rozpoczął się 10 sierpnia w sesji porannej. Początek meczu został zdominowany przez Selby’ego. Anglik wygrał pięć frejmów z rzędu, notując przy tym szereg wysokich podejść, kolejno 73, 63, 72 oraz 66 punktów. Robertson zdołał odpowiedzieć wygranymi w trzech pozostających w tej odsłonie frejmach również popisując się wysokimi podejściami: 83, 66 oraz 65 punktów.
Mecz został wznowiony 10 sierpnia w sesji wieczornej przy prowadzeniu Selby’ego 5–3. Druga odsłona pojedynku została zdominowana przez Selby’ego, który wygrał sześć z ośmiu partii, zamykając pierwszy dzień rywalizacji wynikiem 11–5 w całym spotkaniu. Anglik tego wieczora wbił dwa wyższe breaki, 92 oraz 76 punktów. Robertson po zaciętej grze zdołał zapisać na swoje konto jedynie partie trzecią i piątą tej części meczu.
Mecz został dokończony 11 sierpnia w sesji porannej. Pierwszą partię tej sesji spotkania na swoje konto zapisał Selby, budując w niej breaka 91-punktowego. W kolejnej Anglik ponownie zbudował wysokie podejście, 56 punktów, jednak nie wystarczyło to do zwycięstwa w partii i zamknięcia całego meczu. Robertson okazał się w niej lepszy o 1 punkt. Australijczyk triumfował również w partii kolejnej. W czwartym frejmie sesji tym razem Robertson mimo zbudowania wysokiego breaka (53 punkty), nie zdołał w nim triumfować. Selby zwyciężając w tej partii ostatecznie zamknął całe spotkanie wynikiem 13–7.
Wynik: Mark Selby 13–7 Neil Robertson

I sesja: 70–62, 77 (73)–0, 76 (63)–64, 76 (72)–34, 78 (66)–16, 0–83 (83), 54 (54)–80 (66), 55–80 (65)

II sesja: 61–7, 92 (92)–42, 54–68, 82–16, 49–56, 68–23, 100–30, 76 (76)–0

III sesja: 91 (91)–0, 57 (56)–58, 45–55, 66–57 (53)

### Półfinały
Półfinały turnieju odbyły się w dniach 12–14 sierpnia.

#### Kyren Wilson – Anthony McGill

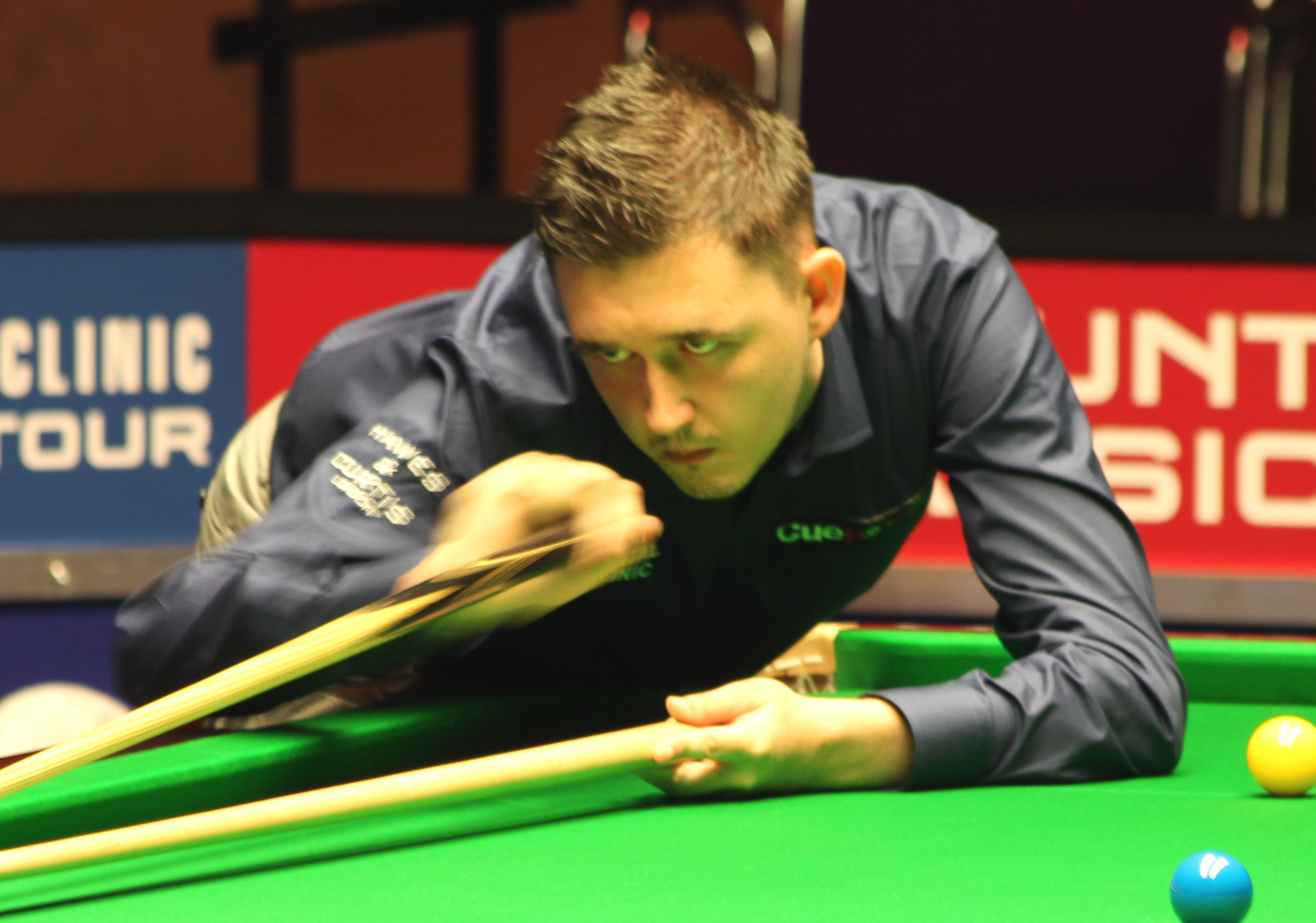
Kyren Wilson po raz pierwszy w karierze awansował do finału mistrzostw świata.

Mecz rozpoczął się 12 sierpnia w sesji popołudniowej. Spotkanie lepiej zaczął McGill, który wygrał dwie pierwsze partie wysokimi podejściami, kolejno 83 i 78 punktów. W partii trzeciej obaj zawodnicy zdołali zbudować wysokie podejścia, jednak ostatecznie to Szkot zapisał ją na swoje konto. Wilson lepszy okazał się dopiero w ostatnim frejmie przed przerwą, w którym zbudował breaka 50-punktowego. McGill po przerwie powiększył swoje prowadzanie o kolejne dwie partie, notując między innymi breaka 69-punktowego. Anglik zdołał odpowiedzieć zwycięstwem w partii siódmej. W ostatnim frejmie dnia w tym pojedynku Szkot okazał się lepszy za sprawą podejścia w wysokości 92 punktów.
Mecz został wznowiony 13 sierpnia w sesji porannej przy prowadzeniu McGilla 6–2. Dwie pierwsze partie drugiej odsłony meczu na swoje konto zapisał Wilson wysokimi podejściami, 100 oraz 77 punktów. W trzecim frejmie Szkot okazał się lepszy, w kolejnym Anglik ponownie odpowiedział wygrywającym 73-punktowym breakiem. Po regulaminowej przerwie mecz lepiej wznowił McGill, który zapisał trzynastą partię pojedynku na swoje konto. Pozostające do rozegrania w tej sesji meczu frejmy padły jednak łupem Wilsona, Anglik zbudował w nich dwa wyższe breaki, kolejno 116 oraz 76 punktów. Pozwoliło to zamknąć drugą część pojedynku remisem 8–8 w całym meczu.
Trzecia część meczu została rozegrana 13 sierpnia w sesji wieczornej. Do przerwy zawodnicy wygrywali frejmy na zmianę: McGill był lepszy w siedemnastej i dziewiętnastej partii, Wilson zaś w osiemnastej i dwudziestej. Jedynym wysokim breakiem tej części gry było 99-punktowe podejście Anglika z partii 18. Po przerwie trzy frejmy z rzędu padły łupem Wilsona, który zbudował w nich dwa breaki stupunktowe: kolejno 116 punktów we frejmie dwudziestym pierwszym i 105 w dwudziestym trzecim. Sesję swoim pierwszym breakiem stupunktowym w całym turnieju (w wysokości 136 punktów) zamknął McGill, zmniejszając tym samym straty do Anglika do wyniku 11–13.
Decydująca o awansie do finału część meczu została rozegrana 14 sierpnia w sesji popołudniowej. Pierwszą partię sesji na swoje konto zapisał Wilson breakiem 93-punktowym. Na ten wyczyn Anglika McGill odpowiedział trzema frejmami wygranymi z rzędu, w których zbudował szereg wysokich podejść, kolejno 84, 87 oraz 122 punkty. Pozwoliło to zawodnikom zejść na regulaminową przerwę z remisem 14–14. Po przerwie kolejna partia padłą łupem Anglika, który po raz kolejny popisał się wysokim podejściem, 82-punkty. Szkot zdołał odrobić starty oraz wyjść na prowadzenie zwyciężając w dwóch partiach. Wilson odpowiedział w trzydziestej drugiej partii meczu, doprowadzając do remisu 16–16 oraz ostatniej, decydującej o awansie partii. W niej, po ponad godzinnej zaciętej batalii, obfitującej w dużą liczbę fauli, ostatecznie lepszym okazał się Anglik, pieczętując tym samym awans do finału turnieju.
Wynik: Kyren Wilson 17–16 Anthony McGill

I sesja: 1–83 (83), 0–78 (78), 55 (55)–78 (53), 71 (50)–22, 4–80, 32–104 (69), 65–41, 0–92 (92)

II sesja: 100 (100)–0, 78 (77)–0, 33–72, 73 (73)–0, 28–95, 124 (116)–4, 90–0, 77 (76)–0

III sesja: 37–64, 99 (99)–1, 34–58, 65–28, 116 (116)–4, 60–44, 105 (105)–24, 0–136 (136)

IV sesja: 94 (94)–36, 0–95 (84), 25–106 (87), 7–122 (122), 87 (82)–1, 0–89, 6–98 (98), 90–29, 103–83

#### Ronnie O’Sullivan – Mark Selby
Mecz rozpoczął się 12 sierpnia w sesji wieczornej. Mecz lepiej otworzył O’Sullivan, który triumfował w dwóch pierwszych partiach, w pierwszej budując podejście 59-punktowe. W trzecim frejme górą był Selby, na co w czwartym O’Sullivan odpowiedział wysokim podejściem, 85 punktów. Po przerwie zawodnicy wygrywali partie na zmianę. Piątą i siódmą na swoje konto zapisał O’Sullivan, popisując się breakami 51, 79 oraz 58-punktowymi. Z kolei w szóstej i ósmej górą był Selby. Pozwoliło to zamknąć tę odsłonę meczu wynikiem 5–3 na korzyść O’Sullivana.
Drugą odsłonę meczu rozegrano 13 sierpnia w sesji popołudniowej. Pierwsze cztery partie tej części meczu zostały zdominowane przez Selby’ego. Wygrał on wszystkie, w których zanotował między innymi podejścia w wysokości 97 oraz 58 punktów. Po przerwie gra stała się bardziej wyrównana. Zawodnicy zapisywali frejmy na swoje konta na zmianę. Piątego oraz siódmego wygrał O’Sullivan breakami 87 oraz 82-punktowymi. Z kolei szósty oraz ósmy padł łupem Selby’ego, również padały w nich wysokie podejścia: 62 oraz 76 punktów.
Mecz został wznowiony 14 sierpnia w sesji porannej przy prowadzeniu Selby’ego 9–7. Pierwsze cztery partie sesji zawodnicy zwyciężali na zmianę. Pierwszego oraz trzeciego na swoje konto zapisał Selby, w nich zbudował podejścia w wysokości 97 oraz 68 punktów. Z kolei O’Sullivan lepszym okazał się w drugim i czwartym, budując w nich jednego wyższego breaka, 68 punktów. Po regulaminowej przerwie Selby przejął kontrolę w meczu. Jego łupem padły dwa kolejne frejmy, w nich Anglik ponownie popisywał się wysokimi podejściami, dwukrotnie 72 punkty. W kolejnej partii młodszy z Anglików po raz kolejny zbudował wysokie, 50-punktowe podejście, jednak to O’Sullivan okazał się lepszy po zaciętej grze. Na swoje konto zapisał też ostatniego frejma sesji, pozwoliło to zamknąć ją wynikiem 11–13 w meczu z perspektywy O’Sullivana.
Decydująca część pojedynku została rozegrana 14 sierpnia w sesji wieczornej. Dwa pierwsze frejmy tej odsłony meczu na swoje konto zapisał O’Sullivan, w obu budując wysokie breaki, kolejno 114 oraz 57 punktów. W kolejnych dwóch partiach Selby odpowiedział swoimi zwycięstwami również notując wysokie podejścia: 56 oraz 63 punkty. Pozwoliło to młodszemu Anglikowi zachować dwufrejmową przewagę z początku sesji podczas regulaminowej przerwy. Po przerwie Selby zbudował kolejne wysokie, 50-punktowe podejście, jednak nie wystarczyło to do wygrania tej partii. Kolejna już padła jednak łupem Selby’ego, doprowadził on tym samym do wyniku 16–14 oraz potrzeby jednej partii do awansu. W tym momencie kontrolę w meczu przejął jednak O’Sullivan. Zwyciężył on w dwóch kolejnych frejmach wysokimi podejściami, 138 oraz 71 punktów, co doprowadziło do remisu 16–16 oraz decydującej partii. W niej to ponownie O’Sullivan okazał się lepszy wbijając breaka 64-punktowego.
Wynik: Ronnie O’Sullivan 17–16 Mark Selby

I sesja: 66 (59)–31, 81–45, 26–58, 99 (85)–34, 130 (51, 79)–1, 47–80, 59 (58)–14, 58–68

II sesja: 28–61, 0–97 (97), 33–57, 4–94 (58), 94 (87)–1, 1–63 (62), 82 (82)–0, 9–76 (76)

III sesja: 0–97 (97), 79–41, 0–94 (68), 93 (68)–26, 0–81 (72), 0–79 (72), 70–62 (50), 87–15

IV sesja: 114 (114)–0, 104 (57)–23, 51–71 (56), 0–64 (63), 62–50 (50), 47–71, 138 (138)–0, 71 (71)–0, 81 (64)–34

### Finał
Finał turnieju odbył się w dniach 15–16 sierpnia.

#### Kyren Wilson – Ronnie O’Sullivan

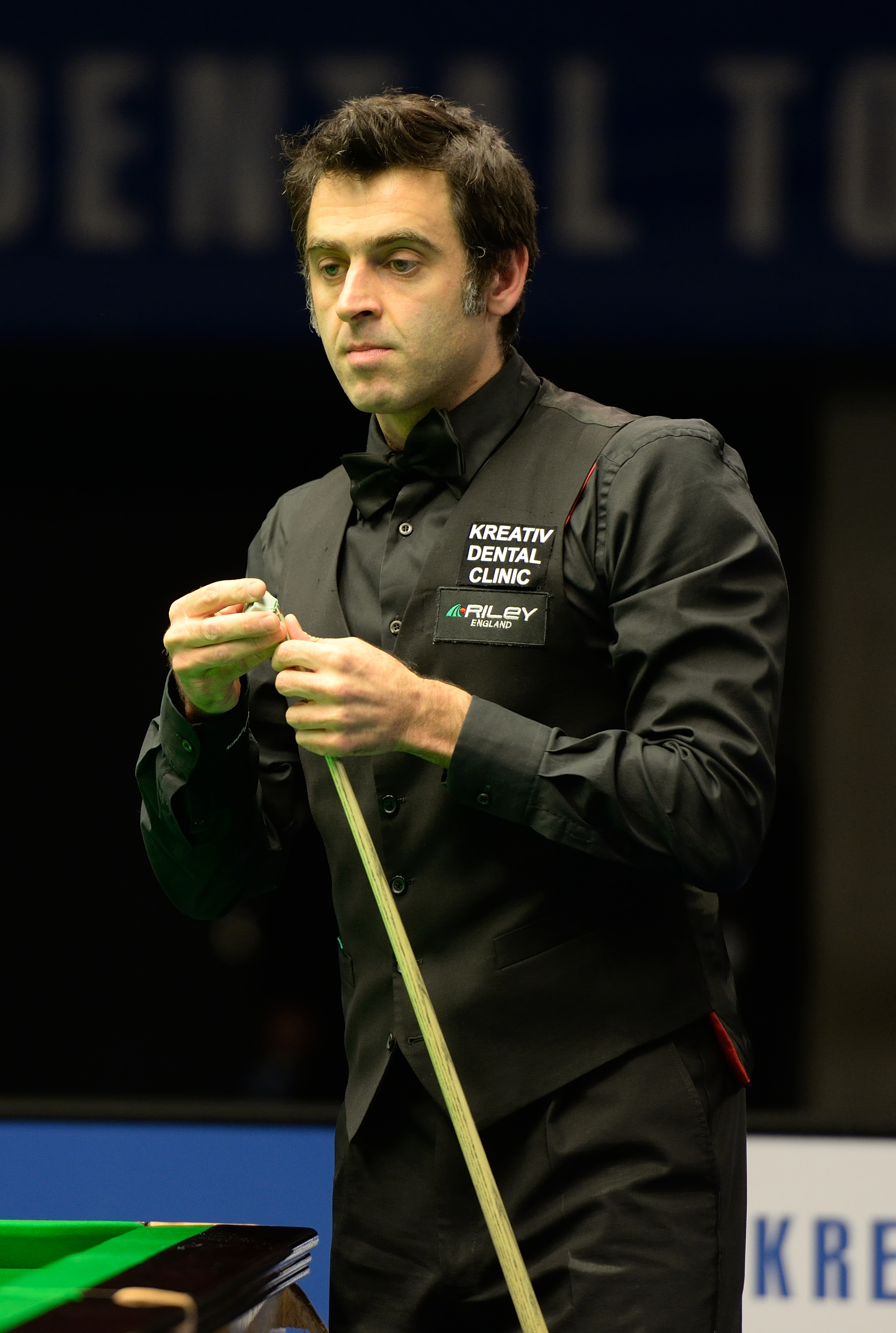
Ronnie O’Sullivan – zwycięzca turnieju

Mecz rozpoczął się 15 sierpnia w sesji popołudniowej. Dwa pierwsze frejmy meczu zawodnicy rozdzielili między siebie. W pierwszym lepszym był O’Sullivan, notując w nim podejście 56-punktowe, w drugim po zaciętej grze siedmioma punktami triumfował Wilson. Pozostające przed przerwą partie na swoje konto zapisał już O’Sullivan, oba wysokimi podejściami, kolejno 80 oraz 75 punktów. W partii po przerwie pierwszego wyższego breaka zbudował Wilson, 63 punkty w podejściu wystarczyło do zwycięstwa. Pozostające w tej sesji frejmy na swoje konto zapisywał już O’Sullivan, notując jedno wysokie, 106-punktowe podejście.
Mecz został wznowiony 15 sierpnia w sesji wieczornej przy prowadzeniu O’Sullivana 6–2. W pierwszej partii Wilson zbudował podejście 53-punktowe, jednak nie dało to zwycięstwa w partii. Ostatecznie po zaciętej grze to O’Sullivan zwyciężył w niej ośmioma punktami. O’Sullivan zapisał na swoje konto również kolejną partię breakiem 51-punktowym. Dwa kolejne frejmy przed regulaminową przerwą padły już łupem Wilsona, Anglik zbudował w nich dwa wysokie podejścia, kolejno 92 oraz 50 punktów. Wilson kontynuował dobrą passę, zapisując kolejne dwie partie po przerwie na swoje konto, budując w nich między innymi breaka 58-punktowego. W piętnastej partii meczu górą był O’Sullivan, w kolejnej Wilson odpowiedział breakiem stupunktowym. Ostatni frejm po zaciętej grze trafił ostatecznie na konto O’Sullivana, pozwoliło to Anglikowi zamknąć sesję z wynikiem 10–7 w całym spotkaniu.
Trzecia odsłona meczu została rozegrana 16 sierpnia w sesji popołudniowej. W pierwszej partii tej części meczu triumfował Wilson, notując w nim breaka 73-punktowego. Od tego momentu całkowitą kontrolę w meczu przejął O’Sullivan. Wygrał on pozostałe siedem partii pozostających w tej części meczu, zamykając sesję z wynikiem 17–8 w całym spotkaniu. Anglik w wygranych frejmach wbił szereg wysokich podejść, kolejno 53, 61, 57, 60, 71 oraz 72 punkty.
Finałowa część pojedynku została rozegrana 16 sierpnia w sesji wieczornej. Składała się ona z jednej partii, którą O’Sullivan zamknął cały mecz.
Wynik: Kyren Wilson 8–18 Ronnie O’Sullivan

I sesja: 0–81 (56), 62–55, 0–80 (80), 23–75 (75), 67 (63)–13, 9–69, 17–106 (106), 49–60

II sesja: 53 (53)–61, 19–77 (51), 92 (92)–0, 79 (50)–53, 82–25, 86 (58)–0, 17–82, 101 (100)–10, 60–68

III sesja: 74 (73)–0, 15–113 (53), 33–109 (61), 17–88 (57), 12–65 (60), 28–71 (71), 15–72 (72), 7–69

IV sesja: 1–104 (96)

## Drabinka turniejowa
|  |                       |                       |                       |                   |                |                       |                       |                       |  |  |                            |                            |                            |  |  |                         |                         |                         |  |  |                     |                     |                     |
|  | Runda 1 Do 10 frejmów | Runda 1 Do 10 frejmów | Runda 1 Do 10 frejmów |                   |                | Runda 2 Do 13 frejmów | Runda 2 Do 13 frejmów | Runda 2 Do 13 frejmów |  |  | Ćwierćfinały Do 13 frejmów | Ćwierćfinały Do 13 frejmów | Ćwierćfinały Do 13 frejmów |  |  | Półfinały Do 17 frejmów | Półfinały Do 17 frejmów | Półfinały Do 17 frejmów |  |  | Finał Do 18 frejmów | Finał Do 18 frejmów | Finał Do 18 frejmów |
|  | Runda 1 Do 10 frejmów | Runda 1 Do 10 frejmów | Runda 1 Do 10 frejmów |                   |                | Runda 2 Do 13 frejmów | Runda 2 Do 13 frejmów | Runda 2 Do 13 frejmów |  |  | Ćwierćfinały Do 13 frejmów | Ćwierćfinały Do 13 frejmów | Ćwierćfinały Do 13 frejmów |  |  | Półfinały Do 17 frejmów | Półfinały Do 17 frejmów | Półfinały Do 17 frejmów |  |  | Finał Do 18 frejmów | Finał Do 18 frejmów | Finał Do 18 frejmów |
|  |                       |                       |                       |                   |                |                       |                       |                       |  |  |                            |                            |                            |  |  |                         |                         |                         |  |  |                     |                     |                     |
|  |                       |                       |                       |                   |                |                       |                       |                       |  |  |                            |                            |                            |  |  |                         |                         |                         |  |  |                     |                     |                     |
|  | 1                     | Judd Trump            | 10                    |                   |                |                       |                       |                       |  |  |                            |                            |                            |  |  |                         |                         |                         |  |  |                     |                     |                     |
|  | 1                     | Judd Trump            | 10                    |                   |                |                       |                       |                       |  |  |                            |                            |                            |  |  |                         |                         |                         |  |  |                     |                     |                     |
|  |                       | Tom Ford              | 8                     |                   |                |                       |                       |                       |  |  |                            |                            |                            |  |  |                         |                         |                         |  |  |                     |                     |                     |
|  |                       | Tom Ford              | 8                     |                   | 1              | Judd Trump            | 13                    |                       |  |  |                            |                            |                            |  |  |                         |                         |                         |  |  |                     |                     |                     |
|  |                       |                       |                       |                   | 1              | Judd Trump            | 13                    |                       |  |  |                            |                            |                            |  |  |                         |                         |                         |  |  |                     |                     |                     |
|  |                       |                       | 16                    | Yan Bingtao       | 11             |                       |                       |                       |  |  |                            |                            |                            |  |  |                         |                         |                         |  |  |                     |                     |                     |
|  | 16                    | Yan Bingtao           | 16                    | Yan Bingtao       | 11             | 10                    |                       |                       |  |  |                            |                            |                            |  |  |                         |                         |                         |  |  |                     |                     |                     |
|  | 16                    | Yan Bingtao           |                       |                   |                |                       |                       |                       |  |  |                            |                            |                            |  |  |                         |                         |                         |  |  |                     |                     |                     |
|  |                       | Elliot Slessor        | 7                     |                   |                |                       |                       |                       |  |  |                            |                            |                            |  |  |                         |                         |                         |  |  |                     |                     |                     |
|  |                       | Elliot Slessor        | 7                     |                   | 1              | Judd Trump            | 9                     |                       |  |  |                            |                            |                            |  |  |                         |                         |                         |  |  |                     |                     |                     |
|  |                       |                       |                       |                   |                |                       |                       |                       |  |  |                            |                            |                            |  |  |                         |                         |                         |  |  |                     |                     |                     |
|  |                       |                       | 8                     | Kyren Wilson      | 13             |                       |                       |                       |  |  |                            |                            |                            |  |  |                         |                         |                         |  |  |                     |                     |                     |
|  | 9                     | Stephen Maguire       | 8                     | Kyren Wilson      | 13             | 3                     |                       |                       |  |  |                            |                            |                            |  |  |                         |                         |                         |  |  |                     |                     |                     |
|  | 9                     | Stephen Maguire       |                       |                   |                |                       |                       |                       |  |  |                            |                            |                            |  |  |                         |                         |                         |  |  |                     |                     |                     |
|  |                       | Martin Gould          | 10                    |                   |                |                       |                       |                       |  |  |                            |                            |                            |  |  |                         |                         |                         |  |  |                     |                     |                     |
|  |                       | Martin Gould          | 10                    |                   |                | Martin Gould          | 9                     |                       |  |  |                            |                            |                            |  |  |                         |                         |                         |  |  |                     |                     |                     |
|  |                       |                       |                       |                   |                | Martin Gould          | 9                     |                       |  |  |                            |                            |                            |  |  |                         |                         |                         |  |  |                     |                     |                     |
|  |                       |                       | 8                     | Kyren Wilson      | 13             |                       |                       |                       |  |  |                            |                            |                            |  |  |                         |                         |                         |  |  |                     |                     |                     |
|  | 8                     | Kyren Wilson          | 8                     | Kyren Wilson      | 13             | w/o                   |                       |                       |  |  |                            |                            |                            |  |  |                         |                         |                         |  |  |                     |                     |                     |
|  | 8                     | Kyren Wilson          |                       |                   |                |                       |                       |                       |  |  |                            |                            |                            |  |  |                         |                         |                         |  |  |                     |                     |                     |
|  |                       | Anthony Hamilton      | w/d                   |                   |                |                       |                       |                       |  |  |                            |                            |                            |  |  |                         |                         |                         |  |  |                     |                     |                     |
|  |                       | Anthony Hamilton      | w/d                   |                   | 8              | Kyren Wilson          | 17                    |                       |  |  |                            |                            |                            |  |  |                         |                         |                         |  |  |                     |                     |                     |
|  |                       |                       |                       |                   |                |                       |                       |                       |  |  |                            |                            |                            |  |  |                         |                         |                         |  |  |                     |                     |                     |
|  |                       |                       |                       | Anthony McGill    | 16             |                       |                       |                       |  |  |                            |                            |                            |  |  |                         |                         |                         |  |  |                     |                     |                     |
|  | 5                     | John Higgins          | 10                    | Anthony McGill    | 16             |                       |                       |                       |  |  |                            |                            |                            |  |  |                         |                         |                         |  |  |                     |                     |                     |
|  | 5                     | John Higgins          | 10                    |                   |                |                       |                       |                       |  |  |                            |                            |                            |  |  |                         |                         |                         |  |  |                     |                     |                     |
|  |                       | Matthew Stevens       | 5                     |                   |                |                       |                       |                       |  |  |                            |                            |                            |  |  |                         |                         |                         |  |  |                     |                     |                     |
|  |                       | Matthew Stevens       | 5                     |                   | 5              | John Higgins          | 11                    |                       |  |  |                            |                            |                            |  |  |                         |                         |                         |  |  |                     |                     |                     |
|  |                       |                       |                       |                   | 5              | John Higgins          | 11                    |                       |  |  |                            |                            |                            |  |  |                         |                         |                         |  |  |                     |                     |                     |
|  |                       |                       |                       | Kurt Maflin       | 13             |                       |                       |                       |  |  |                            |                            |                            |  |  |                         |                         |                         |  |  |                     |                     |                     |
|  | 12                    | David Gilbert         | 8                     | Kurt Maflin       | 13             |                       |                       |                       |  |  |                            |                            |                            |  |  |                         |                         |                         |  |  |                     |                     |                     |
|  | 12                    | David Gilbert         | 8                     |                   |                |                       |                       |                       |  |  |                            |                            |                            |  |  |                         |                         |                         |  |  |                     |                     |                     |
|  |                       | Kurt Maflin           | 10                    |                   |                |                       |                       |                       |  |  |                            |                            |                            |  |  |                         |                         |                         |  |  |                     |                     |                     |
|  |                       | Kurt Maflin           | 10                    |                   | Kurt Maflin    | Kurt Maflin           | 10                    |                       |  |  |                            |                            |                            |  |  |                         |                         |                         |  |  |                     |                     |                     |
|  |                       |                       |                       |                   |                |                       |                       |                       |  |  |                            |                            |                            |  |  |                         |                         |                         |  |  |                     |                     |                     |
|  |                       |                       | Anthony McGill        | Anthony McGill    | 13             |                       |                       |                       |  |  |                            |                            |                            |  |  |                         |                         |                         |  |  |                     |                     |                     |
|  | 13                    | Jack Lisowski         | Anthony McGill        | Anthony McGill    | 13             | 9                     |                       |                       |  |  |                            |                            |                            |  |  |                         |                         |                         |  |  |                     |                     |                     |
|  | 13                    | Jack Lisowski         |                       |                   |                |                       |                       |                       |  |  |                            |                            |                            |  |  |                         |                         |                         |  |  |                     |                     |                     |
|  |                       | Anthony McGill        | 10                    |                   |                |                       |                       |                       |  |  |                            |                            |                            |  |  |                         |                         |                         |  |  |                     |                     |                     |
|  |                       | Anthony McGill        | 10                    |                   | Anthony McGill | Anthony McGill        | 13                    |                       |  |  |                            |                            |                            |  |  |                         |                         |                         |  |  |                     |                     |                     |
|  |                       |                       |                       |                   | Anthony McGill | Anthony McGill        | 13                    |                       |  |  |                            |                            |                            |  |  |                         |                         |                         |  |  |                     |                     |                     |
|  |                       |                       | Jamie Clarke          | Jamie Clarke      | 12             |                       |                       |                       |  |  |                            |                            |                            |  |  |                         |                         |                         |  |  |                     |                     |                     |
|  | 4                     | Mark Allen            | Jamie Clarke          | Jamie Clarke      | 12             | 8                     |                       |                       |  |  |                            |                            |                            |  |  |                         |                         |                         |  |  |                     |                     |                     |
|  | 4                     | Mark Allen            |                       |                   |                |                       |                       |                       |  |  |                            |                            |                            |  |  |                         |                         |                         |  |  |                     |                     |                     |
|  |                       | Jamie Clarke          | 10                    |                   |                |                       |                       |                       |  |  |                            |                            |                            |  |  |                         |                         |                         |  |  |                     |                     |                     |
|  |                       | Jamie Clarke          | 10                    |                   | 8              | Kyren Wilson          | 8                     |                       |  |  |                            |                            |                            |  |  |                         |                         |                         |  |  |                     |                     |                     |
|  |                       |                       |                       |                   |                |                       |                       |                       |  |  |                            |                            |                            |  |  |                         |                         |                         |  |  |                     |                     |                     |
|  |                       |                       | 6                     | Ronnie O’Sullivan | 18             |                       |                       |                       |  |  |                            |                            |                            |  |  |                         |                         |                         |  |  |                     |                     |                     |
|  | 3                     | Mark Williams         | 6                     | Ronnie O’Sullivan | 18             | 10                    |                       |                       |  |  |                            |                            |                            |  |  |                         |                         |                         |  |  |                     |                     |                     |
|  | 3                     | Mark Williams         |                       |                   |                |                       |                       |                       |  |  |                            |                            |                            |  |  |                         |                         |                         |  |  |                     |                     |                     |
|  |                       | Alan McManus          | 5                     |                   |                |                       |                       |                       |  |  |                            |                            |                            |  |  |                         |                         |                         |  |  |                     |                     |                     |
|  |                       | Alan McManus          | 5                     |                   | 3              | Mark Williams         | 13                    |                       |  |  |                            |                            |                            |  |  |                         |                         |                         |  |  |                     |                     |                     |
|  |                       |                       |                       |                   | 3              | Mark Williams         | 13                    |                       |  |  |                            |                            |                            |  |  |                         |                         |                         |  |  |                     |                     |                     |
|  |                       |                       | 14                    | Stuart Bingham    | 11             |                       |                       |                       |  |  |                            |                            |                            |  |  |                         |                         |                         |  |  |                     |                     |                     |
|  | 14                    | Stuart Bingham        | 14                    | Stuart Bingham    | 11             | 10                    |                       |                       |  |  |                            |                            |                            |  |  |                         |                         |                         |  |  |                     |                     |                     |
|  | 14                    | Stuart Bingham        |                       |                   |                |                       |                       |                       |  |  |                            |                            |                            |  |  |                         |                         |                         |  |  |                     |                     |                     |
|  |                       | Ashley Carty          | 7                     |                   |                |                       |                       |                       |  |  |                            |                            |                            |  |  |                         |                         |                         |  |  |                     |                     |                     |
|  |                       | Ashley Carty          | 7                     |                   | 3              | Mark Williams         | 10                    |                       |  |  |                            |                            |                            |  |  |                         |                         |                         |  |  |                     |                     |                     |
|  |                       |                       |                       |                   |                |                       |                       |                       |  |  |                            |                            |                            |  |  |                         |                         |                         |  |  |                     |                     |                     |
|  |                       |                       | 6                     | Ronnie O’Sullivan | 13             |                       |                       |                       |  |  |                            |                            |                            |  |  |                         |                         |                         |  |  |                     |                     |                     |
|  | 11                    | Ding Junhui           | 6                     | Ronnie O’Sullivan | 13             | 10                    |                       |                       |  |  |                            |                            |                            |  |  |                         |                         |                         |  |  |                     |                     |                     |
|  | 11                    | Ding Junhui           |                       |                   |                |                       |                       |                       |  |  |                            |                            |                            |  |  |                         |                         |                         |  |  |                     |                     |                     |
|  |                       | Mark King             | 9                     |                   |                |                       |                       |                       |  |  |                            |                            |                            |  |  |                         |                         |                         |  |  |                     |                     |                     |
|  |                       | Mark King             | 9                     |                   | 11             | Ding Junhui           | 10                    |                       |  |  |                            |                            |                            |  |  |                         |                         |                         |  |  |                     |                     |                     |
|  |                       |                       |                       |                   | 11             | Ding Junhui           | 10                    |                       |  |  |                            |                            |                            |  |  |                         |                         |                         |  |  |                     |                     |                     |
|  |                       |                       | 6                     | Ronnie O’Sullivan | 13             |                       |                       |                       |  |  |                            |                            |                            |  |  |                         |                         |                         |  |  |                     |                     |                     |
|  | 6                     | Ronnie O’Sullivan     | 6                     | Ronnie O’Sullivan | 13             | 10                    |                       |                       |  |  |                            |                            |                            |  |  |                         |                         |                         |  |  |                     |                     |                     |
|  | 6                     | Ronnie O’Sullivan     |                       |                   |                |                       |                       |                       |  |  |                            |                            |                            |  |  |                         |                         |                         |  |  |                     |                     |                     |
|  |                       | Thepchaiya Un-Nooh    | 1                     |                   |                |                       |                       |                       |  |  |                            |                            |                            |  |  |                         |                         |                         |  |  |                     |                     |                     |
|  |                       | Thepchaiya Un-Nooh    | 1                     |                   | 6              | Ronnie O’Sullivan     | 17                    |                       |  |  |                            |                            |                            |  |  |                         |                         |                         |  |  |                     |                     |                     |
|  |                       |                       |                       |                   |                |                       |                       |                       |  |  |                            |                            |                            |  |  |                         |                         |                         |  |  |                     |                     |                     |
|  |                       |                       | 7                     | Mark Selby        | 16             |                       |                       |                       |  |  |                            |                            |                            |  |  |                         |                         |                         |  |  |                     |                     |                     |
|  | 7                     | Mark Selby            | 7                     | Mark Selby        | 16             | 10                    |                       |                       |  |  |                            |                            |                            |  |  |                         |                         |                         |  |  |                     |                     |                     |
|  | 7                     | Mark Selby            |                       |                   |                |                       |                       |                       |  |  |                            |                            |                            |  |  |                         |                         |                         |  |  |                     |                     |                     |
|  |                       | Jordan Brown          | 6                     |                   |                |                       |                       |                       |  |  |                            |                            |                            |  |  |                         |                         |                         |  |  |                     |                     |                     |
|  |                       | Jordan Brown          | 6                     |                   | 7              | Mark Selby            | 13                    |                       |  |  |                            |                            |                            |  |  |                         |                         |                         |  |  |                     |                     |                     |
|  |                       |                       |                       |                   | 7              | Mark Selby            | 13                    |                       |  |  |                            |                            |                            |  |  |                         |                         |                         |  |  |                     |                     |                     |
|  |                       |                       |                       | Noppon Saengkham  | 12             |                       |                       |                       |  |  |                            |                            |                            |  |  |                         |                         |                         |  |  |                     |                     |                     |
|  | 10                    | Shaun Murphy          | 4                     | Noppon Saengkham  | 12             |                       |                       |                       |  |  |                            |                            |                            |  |  |                         |                         |                         |  |  |                     |                     |                     |
|  | 10                    | Shaun Murphy          | 4                     |                   |                |                       |                       |                       |  |  |                            |                            |                            |  |  |                         |                         |                         |  |  |                     |                     |                     |
|  |                       | Noppon Saengkham      | 10                    |                   |                |                       |                       |                       |  |  |                            |                            |                            |  |  |                         |                         |                         |  |  |                     |                     |                     |
|  |                       | Noppon Saengkham      | 10                    |                   | 7              | Mark Selby            | 13                    |                       |  |  |                            |                            |                            |  |  |                         |                         |                         |  |  |                     |                     |                     |
|  |                       |                       |                       |                   |                |                       |                       |                       |  |  |                            |                            |                            |  |  |                         |                         |                         |  |  |                     |                     |                     |
|  |                       |                       | 2                     | Neil Robertson    | 7              |                       |                       |                       |  |  |                            |                            |                            |  |  |                         |                         |                         |  |  |                     |                     |                     |
|  | 15                    | Barry Hawkins         | 2                     | Neil Robertson    | 7              | 10                    |                       |                       |  |  |                            |                            |                            |  |  |                         |                         |                         |  |  |                     |                     |                     |
|  | 15                    | Barry Hawkins         |                       |                   |                |                       |                       |                       |  |  |                            |                            |                            |  |  |                         |                         |                         |  |  |                     |                     |                     |
|  |                       | Alexander Ursenbacher | 2                     |                   |                |                       |                       |                       |  |  |                            |                            |                            |  |  |                         |                         |                         |  |  |                     |                     |                     |
|  |                       | Alexander Ursenbacher | 2                     |                   | 15             | Barry Hawkins         | 9                     |                       |  |  |                            |                            |                            |  |  |                         |                         |                         |  |  |                     |                     |                     |
|  |                       |                       |                       |                   | 15             | Barry Hawkins         | 9                     |                       |  |  |                            |                            |                            |  |  |                         |                         |                         |  |  |                     |                     |                     |
|  |                       |                       | 2                     | Neil Robertson    | 13             |                       |                       |                       |  |  |                            |                            |                            |  |  |                         |                         |                         |  |  |                     |                     |                     |
|  | 2                     | Neil Robertson        | 2                     | Neil Robertson    | 13             | 10                    |                       |                       |  |  |                            |                            |                            |  |  |                         |                         |                         |  |  |                     |                     |                     |
|  | 2                     | Neil Robertson        |                       |                   |                |                       |                       |                       |  |  |                            |                            |                            |  |  |                         |                         |                         |  |  |                     |                     |                     |
|  |                       | Liang Wenbo           | 5                     |                   |                |                       |                       |                       |  |  |                            |                            |                            |  |  |                         |                         |                         |  |  |                     |                     |                     |
|  |                       | Liang Wenbo           | 5                     |                   |                |                       |                       |                       |  |  |                            |                            |                            |  |  |                         |                         |                         |  |  |                     |                     |                     |

## Finał
| Finał: Do 18 wygranych frame'ów · Crucible Theatre, Sheffield, Anglia, 15–16 sierpnia 2020 · Sędzia: Marcel Eckardt |                    |                   |
| Kyren Wilson | 8 – 18             | Ronnie O’Sullivan |
| 15 sierpnia Sesja popołudniowa (8 frejmów): 0–81 (56), 62–55, 0–80 (80), 23–75 (75), 67 (63)–13, 9–69, 17–106 (106), 49–60 Sesja wieczorna (9 frejmów): 53 (53)–61, 19–77 (51), 92 (92)–0, 79 (50)–53, 82–25, 86 (58)–0, 17–82, 101 (100)–10, 60–68 16 sierpnia Sesja popołudniowa (8 frejmów): 74 (73)–0, 15–113 (53), 33–109 (61), 17–88 (57), 12–65 (60), 28–71 (71), 15–72 (72), 7–69 Sesja wieczorna (pozostałe frejmy): 1–104 (96) |                    |                   |
| 100 | Najwyższy break    | 106               |
| 1 | Breaki stupunktowe | 1                 |
| 6 | Breaki 50-punktowe | 11                |

## Breaki stupunktowe fazy głównej turnieju
W fazie głównej turnieju zostało wbitych 79 breaków stupunktowych w wykonaniu 27 zawodników. Najwięcej z nich (dwanaście) zbudował zdobywca tytułu, Ronnie O’Sullivan.
- 147, 101  John Higgins
- 140, 132, 122, 105  Neil Robertson
- 140  Tom Ford
- 138, 133, 117, 115, 114, 112, 106, 105, 104, 101, 101, 101  Ronnie O’Sullivan
- 138  Matthew Stevens
- 136, 122, 105, 105, 104  Mark Allen
- 136  Jamie Clarke
- 136, 122  Anthony McGill
- 133, 130, 119  Yan Bingtao
- 131, 127, 104, 100  Judd Trump
- 131, 102  David Gilbert
- 130  Mark Williams
- 129, 103, 103, 103, 100  Martin Gould
- 125, 119, 118, 104, 101  Ding Junhui
- 124, 120, 119, 102  Mark Selby
- 124, 105, 102, 101  Kurt Maflin
- 123  Elliot Slessor
- 122, 105  Noppon Saengkham
- 118  Ashley Carty
- 117, 111, 104  Barry Hawkins
- 116, 116, 113, 109, 105, 104, 100, 100  Kyren Wilson
- 115, 109  Stuart Bingham
- 113  Liang Wenbo
- 111  Mark King
- 107, 102  Jack Lisowski
- 105  Alan McManus
- 101  Shaun Murphy

## Statystyki turnieju

### Statystyki pierwszej rundy
| Państwo           | L. zawodników | % zawodników |
| ----------------- | ------------- | ------------ |
| Anglia            | 13            | 43,33%       |
| Szkocja           | 4             | 13,33%       |
| Chiny             | 3             | 10,00%       |
| Walia             | 3             | 10,00%       |
| Irlandia Północna | 2             | 6,67%        |
| Tajlandia         | 2             | 6,67%        |
| Australia         | 1             | 3,33%        |
| Norwegia          | 1             | 3,33%        |
| Szwajcaria        | 1             | 3,33%        |

- Liczba uczestników rundy: 30 zawodników
- Liczba rozstawionych zawodników w rundzie: 15
- Liczba nierozstawionych zawodników w rundzie: 15
- Liczba zwycięstw zawodników rozstawionych: 10
- Liczba zwycięstw zawodników nierozstawionych: 5
- Liczba rozegranych partii (maksymalnie możliwa): 237 (285)
- Średnia liczba partii w meczu: 15,8
- Najwyższe zwycięstwo: 10–1
- Liczba meczów rozstrzygniętych w ostatniej partii: 2
- Najwyższy break rundy: 140
- Liczba breaków stupunktowych: 38[35]

### Statystyki drugiej rundy
| Państwo   | L. zawodników | % zawodników |
| --------- | ------------- | ------------ |
| Anglia    | 7             | 43,75%       |
| Chiny     | 2             | 12,50%       |
| Szkocja   | 2             | 12,50%       |
| Walia     | 2             | 12,50%       |
| Australia | 1             | 6,25%        |
| Norwegia  | 1             | 6,25%        |
| Tajlandia | 1             | 6,25%        |

- Liczba uczestników rundy: 16 zawodników
- Liczba rozstawionych zawodników w rundzie: 11
- Liczba nierozstawionych zawodników w rundzie: 5
- Liczba zwycięstw zawodników rozstawionych: 6
- Liczba zwycięstw zawodników nierozstawionych: 2
- Liczba rozegranych partii (maksymalnie możliwa): 189 (200)
- Średnia liczba partii w meczu: 23,625
- Najwyższe zwycięstwo: 13–9
- Liczba meczów rozstrzygniętych w ostatniej partii: 2
- Najwyższy break rundy: 147
- Liczba breaków stupunktowych: 23[35]

### Statystyki ćwierćfinałów
| Państwo   | L. zawodników | % zawodników |
| --------- | ------------- | ------------ |
| Anglia    | 4             | 50,00%       |
| Australia | 1             | 12,50%       |
| Norwegia  | 1             | 12,50%       |
| Szkocja   | 1             | 12,50%       |
| Walia     | 1             | 12,50%       |

- Liczba uczestników rundy: 8 zawodników
- Liczba rozstawionych zawodników w rundzie: 6
- Liczba nierozstawionych zawodników w rundzie: 2
- Liczba zwycięstw zawodników rozstawionych: 3
- Liczba zwycięstw zawodników nierozstawionych: 1
- Liczba rozegranych partii (maksymalnie możliwa): 88 (100)
- Średnia liczba partii w meczu: 22
- Najwyższe zwycięstwo: 13–7
- Liczba meczów rozstrzygniętych w ostatniej partii: 0
- Najwyższy break rundy: 133
- Liczba breaków stupunktowych: 8[35]

### Statystyki półfinałów
| Państwo | L. zawodników | % zawodników |
| ------- | ------------- | ------------ |
| Anglia  | 3             | 75,00%       |
| Szkocja | 1             | 25,00%       |

- Liczba uczestników rundy: 4 zawodników
- Liczba rozstawionych zawodników w rundzie: 3
- Liczba nierozstawionych zawodników w rundzie: 1
- Liczba zwycięstw zawodników rozstawionych: 2
- Liczba zwycięstw zawodników nierozstawionych: 0
- Liczba rozegranych partii (maksymalnie możliwa): 66 (66)
- Średnia liczba partii w meczu: 33
- Najwyższe zwycięstwo: 17–16
- Liczba meczów rozstrzygniętych w ostatniej partii: 2
- Najwyższy break rundy: 138
- Liczba breaków stupunktowych: 8[35]

## Ranking światowy
| Lp. | Zawodnik          | Punkty    |
| --- | ----------------- | --------- |
| 1.  | Judd Trump        | 1 641 000 |
| 2.  | Neil Robertson    | 915 000   |
| 3.  | Mark Williams     | 822 750   |
| 4.  | Mark Allen        | 702 000   |
| 5.  | John Higgins      | 684 500   |
| 6.  | Ronnie O’Sullivan | 628 500   |
| 7.  | Mark Selby        | 622 000   |
| 8.  | Kyren Wilson      | 506 500   |
| 9.  | Stephen Maguire   | 496 500   |
| 10. | Shaun Murphy      | 481 000   |
| 11. | Ding Junhui       | 412 250   |
| 12. | David Gilbert     | 410 000   |
| 13. | Jack Lisowski     | 360 750   |
| 14. | Stuart Bingham    | 355 500   |
| 15. | Barry Hawkins     | 313 250   |
| 16. | Yan Bingtao       | 307 500   |

| Lp. | Zawodnik          | Punkty    | Zmiana |
| --- | ----------------- | --------- | ------ |
| 1.  | Judd Trump        | 1 648 500 |        |
| 2.  | Ronnie O’Sullivan | 1 101 000 | 4      |
| 3.  | Neil Robertson    | 965 000   | 1      |
| 4.  | Mark Selby        | 722 000   | 3      |
| 5.  | Mark Allen        | 659 500   | 1      |
| 6.  | Kyren Wilson      | 621 500   | 2      |
| 7.  | John Higgins      | 534 500   | 2      |
| 8.  | Shaun Murphy      | 481 000   | 2      |
| 9.  | Stephen Maguire   | 478 500   |        |
| 10. | Mark Williams     | 447 750   | 7      |
| 11. | David Gilbert     | 401 000   | 1      |
| 12. | Ding Junhui       | 399 750   | 1      |
| 13. | Stuart Bingham    | 385 500   | 1      |
| 14. | Jack Lisowski     | 333 250   | 1      |
| 15. | Yan Bingtao       | 328 500   | 1      |
| 16. | Joe Perry         | 276 500   | 1      |

- Rozegrany turniej nie miał wpływu na pierwszą pozycję w rankingu. W dalszym ciągu zajmował ją Judd Trump.
- Triumfator zawodów Ronnie O’Sullivan awansował na drugie miejsce. Zaliczył on też największy awans w pierwszej szesnastce rankingu.
- Największy spadek w pierwszej szesnastce, o siedem pozycji, zanotował Mark Williams.
- Joe Perry awansował do pierwszej szesnastki rankingu kosztem Barry’ego Hawkinsa.
- Jedynym zawodnikiem w pierwszej szesnastce rankingu poza liderem, który zachował swoją pozycję po zawodach był Stephen Maguire.

## Kwalifikacje

### Format kwalifikacji

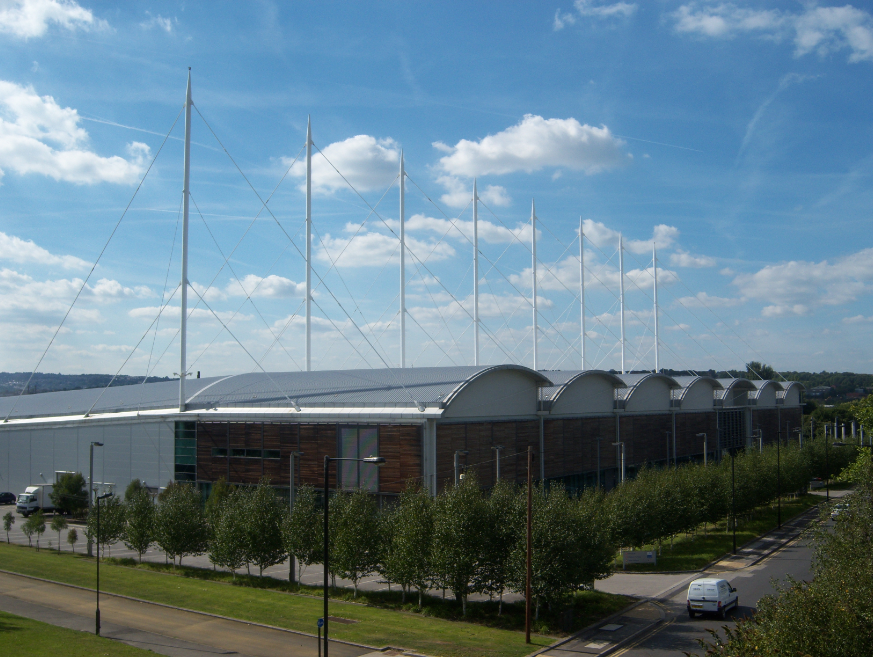
English Institute of Sport

Zawodnicy spoza czołowej szesnastki rankingu światowego oraz zaproszeni amatorzy musieli przejść przez czterorundowe eliminacje, które wyłoniły 16 zawodników zakwalifikowanych do udziału w fazie głównej mistrzostw. Turniej kwalifikacyjny został rozegrany w dniach 21–28 lipca 2020 roku w English Institute of Sport w Sheffield. Format kwalifikacji wyglądał następująco:
- W pierwszej rundzie zagrali ze sobą zaproszeni przez WPBSA amatorzy oraz zawodnicy rozstawieni w turnieju od miejsca 81 w górę, mecze do 6 wygranych frejmów;
- 2. runda – 32 zwycięzców z meczów 1. rundy zagrali przeciwko zawodnikom rozstawionym w turnieju na miejscach 49–80, mecze do 6 wygranych frejmów;
- 3. runda – 32 zwycięzców z meczów 2. rundy zagrali przeciwko zawodnikom rozstawionym w turnieju na miejscach 17–48, mecze do 6 wygranych frejmów;
- 4. runda – 32 zwycięzców z meczów 3. rundy zagrali przeciwko sobie o awans do fazy telewizyjnej mistrzostw, mecze do 10 wygranych frejmów podzielone na 2 sesje.

Pierwotnie w kwalifikacjach udział miało wziąć 112 zawodników sklasyfikowanych w światowym rankingu poza czołową szesnastką oraz 16 zaproszonych amatorów. Ostatecznie do kwalifikacji zapisało się 94 zawodowców. Pozostałe miejsca w turnieju zostały uzupełnione kolejnymi graczami spoza rankingu wyselekcjonowanymi na podstawie wcześniej ustalonych zasad. Czołowa szesnastka rankingu światowego została rozstawiona w turnieju głównym, w kwalifikacjach rozstawienia rozpoczęły się od siedemnastej pozycji.

### Zaproszeni amatorzy
Pierwotnie organizator zawodów planował zaprosić do turnieju kwalifikacyjnego 16 amatorów na podstawie poniższych kryteriów:
- Najlepsi zawodnicy z Challenge Tour 2019/2020(inne języki) – 3 miejsca;
- Mistrz Europy do lat 21(inne języki) — 1 miejsce;
- Najwyżej sklasyfikowane zawodniczki w rankingu kobiet – 3 miejsca;
- Mistrz Arabii Saudyjskiej – 1 miejsce;
- Mistrz Australii i Oceanii do lat 21–21 miejsce;
- Dzikie karty przyznane przez WPBSA – 7 miejsc.

Z powodu licznych wycofań zawodników z turnieju kwalifikacyjnego, ogłoszone zostały dodatkowe kryteria, które miały za zadanie wyłonić kolejnych graczy amatorskich zastępujących nieobecnych uczestników. Były one następujące:
- Uczestnicy turnieju playoff Challenge Tour(inne języki) rozgrywanego 20 lipca – 8 miejsc;
- Najwyżej sklasyfikowani zawodnicy w rankingu Q School 2019 – 8 miejsc;
- Dzikie karty WPBSA – liczba miejsc uzależniona od potrzeb.

Ostatecznie do turnieju zakwalifikowanych zostało 34 amatorów:

- Ashley Hugill
- Lukas Kleckers(inne języki)
- Andrew Pagett
- Aaron Hill
- Ross Bulman(inne języki)
- Julian Bojko
- Sean Maddocks(inne języki)
- Reanne Evans
- Dylan Emery
- Ross Muir
- Dean Young
- Ben Mertens
- Wu Yize
- Hayden Staniland
- Brian Ochoiski(inne języki)
- Connor Benzey
- Adam Duffy
- Oliver Brown
- Allan Taylor
- Patrick Whelan(inne języki)
- Rory McLeod
- Jake Nicholson(inne języki)
- Tyler Rees(inne języki)
- Ian Preece(inne języki)
- Paul Davison
- Hamza Akbar(inne języki)
- Chae Ross
- Christopher Keogan(inne języki)
- Robin Hull
- Sydney Wilson(inne języki)
- Daniel Womersley(inne języki)
- Florian Nüßle
- Antoni Kowalski
- Iwan Kakowskij

### Drabinka kwalifikacji
|  |                      |                      |                      |    |                       |                      |                      |                      |   |  |                      |                       |                      |    |  |                       |                       |                       |
|  | Runda 1 Do 6 frejmów | Runda 1 Do 6 frejmów | Runda 1 Do 6 frejmów |    |                       | Runda 2 Do 6 frejmów | Runda 2 Do 6 frejmów | Runda 2 Do 6 frejmów |   |  | Runda 3 Do 6 frejmów | Runda 3 Do 6 frejmów  | Runda 3 Do 6 frejmów |    |  | Runda 4 Do 10 frejmów | Runda 4 Do 10 frejmów | Runda 4 Do 10 frejmów |
|  | Runda 1 Do 6 frejmów | Runda 1 Do 6 frejmów | Runda 1 Do 6 frejmów |    |                       | Runda 2 Do 6 frejmów | Runda 2 Do 6 frejmów | Runda 2 Do 6 frejmów |   |  | Runda 3 Do 6 frejmów | Runda 3 Do 6 frejmów  | Runda 3 Do 6 frejmów |    |  | Runda 4 Do 10 frejmów | Runda 4 Do 10 frejmów | Runda 4 Do 10 frejmów |
|  |                      |                      |                      |    |                       |                      |                      |                      |   |  |                      |                       |                      |    |  |                       |                       |                       |
|  | 81                   | Mitchell Mann        | 6                    | 80 | Jamie Clarke          | 6                    | 17                   | Joe Perry            | 4 |  |                      |                       |                      |    |  |                       |                       |                       |
|  | 81                   | Mitchell Mann        | 6                    | 80 | Jamie Clarke          | 6                    | 17                   | Joe Perry            | 4 |  |                      |                       |                      |    |  |                       |                       |                       |
|  | 135                  | Paul Davison         | 2                    |    |                       | 81                   | Mitchell Mann        | 1                    |   |  | 80                   | Jamie Clarke          | 6                    |    |  | 80                    | Jamie Clarke          | 10                    |
|  | 135                  | Paul Davison         | 2                    |    |                       | 81                   | Mitchell Mann        | 1                    |   |  | 80                   | Jamie Clarke          | 6                    |    |  | 80                    | Jamie Clarke          | 10                    |
|  | 112                  | Lukas Kleckers       | w/o                  | 49 | Sunny Akani           | 6                    | 48                   | Tian Pengfei         | 3 |  |                      | 49                    | Sunny Akani          | 7  |  |                       |                       |                       |
|  | 112                  | Lukas Kleckers       | w/o                  | 49 | Sunny Akani           | 6                    | 48                   | Tian Pengfei         | 3 |  |                      | 49                    | Sunny Akani          | 7  |  |                       |                       |                       |
|  | 140                  | Sydney Wilson        | w/d                  |    |                       | 112                  | Lukas Kleckers       | 2                    |   |  | 49                   | Sunny Akani           | 6                    |    |  |                       |                       |                       |
|  | 140                  | Sydney Wilson        | w/d                  |    |                       | 112                  | Lukas Kleckers       | 2                    |   |  | 49                   | Sunny Akani           | 6                    |    |  |                       |                       |                       |
|  |                      |                      |                      |    |                       |                      |                      |                      |   |  |                      |                       |                      |    |  |                       |                       |                       |
|  | 96                   | Billy Joe Castle     | 5                    | 65 | Jordan Brown          | 6                    | 32                   | Hossein Vafaei       | 5 |  |                      |                       |                      |    |  |                       |                       |                       |
|  | 96                   | Billy Joe Castle     | 5                    | 65 | Jordan Brown          | 6                    | 32                   | Hossein Vafaei       | 5 |  |                      |                       |                      |    |  |                       |                       |                       |
|  | 131                  | Rory McLeod          | 6                    |    |                       | 131                  | Rory McLeod          | 1                    |   |  | 65                   | Jordan Brown          | 6                    |    |  | 65                    | Jordan Brown          | 10                    |
|  | 131                  | Rory McLeod          | 6                    |    |                       | 131                  | Rory McLeod          | 1                    |   |  | 65                   | Jordan Brown          | 6                    |    |  | 65                    | Jordan Brown          | 10                    |
|  | 97                   | Barry Pinches        | 6                    | 64 | Craig Steadman        | 5                    | 33                   | Ryan Day             | 6 |  |                      | 33                    | Ryan Day             | 6  |  |                       |                       |                       |
|  | 97                   | Barry Pinches        | 6                    | 64 | Craig Steadman        | 5                    | 33                   | Ryan Day             | 6 |  |                      | 33                    | Ryan Day             | 6  |  |                       |                       |                       |
|  | 121                  | Dean Young           | 0                    |    |                       | 97                   | Barry Pinches        | 6                    |   |  | 97                   | Barry Pinches         | 4                    |    |  |                       |                       |                       |
|  | 121                  | Dean Young           | 0                    |    |                       | 97                   | Barry Pinches        | 6                    |   |  | 97                   | Barry Pinches         | 4                    |    |  |                       |                       |                       |
|  |                      |                      |                      |    |                       |                      |                      |                      |   |  |                      |                       |                      |    |  |                       |                       |                       |
|  | 104                  | Peter Lines          | 6                    | 57 | Luo Honghao           | 6                    | 40                   | Stuart Carrington    | 6 |  |                      |                       |                      |    |  |                       |                       |                       |
|  | 104                  | Peter Lines          | 6                    | 57 | Luo Honghao           | 6                    | 40                   | Stuart Carrington    | 6 |  |                      |                       |                      |    |  |                       |                       |                       |
|  | 126                  | Connor Benzey        | 1                    |    |                       | 104                  | Peter Lines          | 5                    |   |  | 57                   | Luo Honghao           | 4                    |    |  | 40                    | Stuart Carrington     | 8                     |
|  | 126                  | Connor Benzey        | 1                    |    |                       | 104                  | Peter Lines          | 5                    |   |  | 57                   | Luo Honghao           | 4                    |    |  | 40                    | Stuart Carrington     | 8                     |
|  | 89                   | Gerard Greene        | 6                    | 72 | Oliver Lines          | 2                    | 25                   | Tom Ford             | 6 |  |                      | 25                    | Tom Ford             | 10 |  |                       |                       |                       |
|  | 89                   | Gerard Greene        | 6                    | 72 | Oliver Lines          | 2                    | 25                   | Tom Ford             | 6 |  |                      | 25                    | Tom Ford             | 10 |  |                       |                       |                       |
|  | 125                  | Brian Ochoiski       | 1                    |    |                       | 89                   | Gerard Greene        | 6                    |   |  | 89                   | Gerard Greene         | 3                    |    |  |                       |                       |                       |
|  | 125                  | Brian Ochoiski       | 1                    |    |                       | 89                   | Gerard Greene        | 6                    |   |  | 89                   | Gerard Greene         | 3                    |    |  |                       |                       |                       |
|  |                      |                      |                      |    |                       |                      |                      |                      |   |  |                      |                       |                      |    |  |                       |                       |                       |
|  | 105                  | Fraser Patrick       | 6                    | 56 | Ken Doherty           | 6                    | 41                   | Mark King            | 6 |  |                      |                       |                      |    |  |                       |                       |                       |
|  | 105                  | Fraser Patrick       | 6                    | 56 | Ken Doherty           | 6                    | 41                   | Mark King            | 6 |  |                      |                       |                      |    |  |                       |                       |                       |
|  | 117                  | Sean Maddocks        | 1                    |    |                       | 105                  | Fraser Patrick       | 4                    |   |  | 56                   | Ken Doherty           | 3                    |    |  | 41                    | Mark King             | 10                    |
|  | 117                  | Sean Maddocks        | 1                    |    |                       | 105                  | Fraser Patrick       | 4                    |   |  | 56                   | Ken Doherty           | 3                    |    |  | 41                    | Mark King             | 10                    |
|  | 88                   | Thor Chuan Leong     | 6                    | 73 | Ian Burns             | 6                    | 24                   | Michael Holt         | 3 |  |                      | 73                    | Ian Burns            | 6  |  |                       |                       |                       |
|  | 88                   | Thor Chuan Leong     | 6                    | 73 | Ian Burns             | 6                    | 24                   | Michael Holt         | 3 |  |                      | 73                    | Ian Burns            | 6  |  |                       |                       |                       |
|  | 116                  | Julian Bojko         | 3                    |    |                       | 88                   | Thor Chuan Leong     | 2                    |   |  | 73                   | Ian Burns             | 6                    |    |  |                       |                       |                       |
|  | 116                  | Julian Bojko         | 3                    |    |                       | 88                   | Thor Chuan Leong     | 2                    |   |  | 73                   | Ian Burns             | 6                    |    |  |                       |                       |                       |
|  |                      |                      |                      |    |                       |                      |                      |                      |   |  |                      |                       |                      |    |  |                       |                       |                       |
|  | 85                   | Hammad Miah          | 6                    | 76 | David Grace           | 6                    | 21                   | Graeme Dott          | 6 |  |                      |                       |                      |    |  |                       |                       |                       |
|  | 85                   | Hammad Miah          | 6                    | 76 | David Grace           | 6                    | 21                   | Graeme Dott          | 6 |  |                      |                       |                      |    |  |                       |                       |                       |
|  | 142                  | Florian Nüßle        | 5                    |    |                       | 85                   | Hammad Miah          | 1                    |   |  | 76                   | David Grace           | 0                    |    |  | 21                    | Graeme Dott           | 6                     |
|  | 142                  | Florian Nüßle        | 5                    |    |                       | 85                   | Hammad Miah          | 1                    |   |  | 76                   | David Grace           | 0                    |    |  | 21                    | Graeme Dott           | 6                     |
|  | 108                  | Amine Amiri          | w/o                  | 53 | Martin Gould          | 6                    | 44                   | Chris Wakelin        | 4 |  |                      | 53                    | Martin Gould         | 10 |  |                       |                       |                       |
|  | 108                  | Amine Amiri          | w/o                  | 53 | Martin Gould          | 6                    | 44                   | Chris Wakelin        | 4 |  |                      | 53                    | Martin Gould         | 10 |  |                       |                       |                       |
|  | 136                  | Hamza Akbar          | w/d                  |    |                       | 108                  | Amine Amiri          | 0                    |   |  | 53                   | Martin Gould          | 6                    |    |  |                       |                       |                       |
|  | 136                  | Hamza Akbar          | w/d                  |    |                       | 108                  | Amine Amiri          | 0                    |   |  | 53                   | Martin Gould          | 6                    |    |  |                       |                       |                       |
|  |                      |                      |                      |    |                       |                      |                      |                      |   |  |                      |                       |                      |    |  |                       |                       |                       |
|  | 92                   | Igor Figueiredo      | 5                    | 69 | John Astley           | 5                    | 28                   | Matthew Stevens      | 6 |  |                      |                       |                      |    |  |                       |                       |                       |
|  | 92                   | Igor Figueiredo      | 5                    | 69 | John Astley           | 5                    | 28                   | Matthew Stevens      | 6 |  |                      |                       |                      |    |  |                       |                       |                       |
|  | 134                  | Ian Preece           | 6                    |    |                       | 134                  | Ian Preece           | 6                    |   |  | 134                  | Ian Preece            | 4                    |    |  | 28                    | Matthew Stevens       | 10                    |
|  | 134                  | Ian Preece           | 6                    |    |                       | 134                  | Ian Preece           | 6                    |   |  | 134                  | Ian Preece            | 4                    |    |  | 28                    | Matthew Stevens       | 10                    |
|  | 101                  | Simon Lichtenberg    | 6                    | 60 | Mark Joyce            | 6                    | 37                   | Ricky Walden         | 6 |  |                      | 37                    | Ricky Walden         | 5  |  |                       |                       |                       |
|  | 101                  | Simon Lichtenberg    | 6                    | 60 | Mark Joyce            | 6                    | 37                   | Ricky Walden         | 6 |  |                      | 37                    | Ricky Walden         | 5  |  |                       |                       |                       |
|  | 127                  | Adam Duffy           | 2                    |    |                       | 101                  | Simon Lichtenberg    | 3                    |   |  | 60                   | Mark Joyce            | 3                    |    |  |                       |                       |                       |
|  | 127                  | Adam Duffy           | 2                    |    |                       | 101                  | Simon Lichtenberg    | 3                    |   |  | 60                   | Mark Joyce            | 3                    |    |  |                       |                       |                       |
|  |                      |                      |                      |    |                       |                      |                      |                      |   |  |                      |                       |                      |    |  |                       |                       |                       |
|  | 100                  | Brandon Sargeant     | 2                    | 61 | Jak Jones             | 6                    | 36                   | Anthony McGill       | 6 |  |                      |                       |                      |    |  |                       |                       |                       |
|  | 100                  | Brandon Sargeant     | 2                    | 61 | Jak Jones             | 6                    | 36                   | Anthony McGill       | 6 |  |                      |                       |                      |    |  |                       |                       |                       |
|  | 132                  | Jake Nicholson       | 6                    |    |                       | 132                  | Jake Nicholson       | 2                    |   |  | 61                   | Jak Jones             | 1                    |    |  | 36                    | Anthony McGill        | 10                    |
|  | 132                  | Jake Nicholson       | 6                    |    |                       | 132                  | Jake Nicholson       | 2                    |   |  | 61                   | Jak Jones             | 1                    |    |  | 36                    | Anthony McGill        | 10                    |
|  | 93                   | James Cahill         | 2                    | 68 | Sam Baird             | 6                    | 29                   | Mark Davis           | 4 |  |                      | 68                    | Sam Baird            | 1  |  |                       |                       |                       |
|  | 93                   | James Cahill         | 2                    | 68 | Sam Baird             | 6                    | 29                   | Mark Davis           | 4 |  |                      | 68                    | Sam Baird            | 1  |  |                       |                       |                       |
|  | 122                  | Ben Mertens          | 6                    |    |                       | 122                  | Ben Mertens          | 4                    |   |  | 68                   | Sam Baird             | 6                    |    |  |                       |                       |                       |
|  | 122                  | Ben Mertens          | 6                    |    |                       | 122                  | Ben Mertens          | 4                    |   |  | 68                   | Sam Baird             | 6                    |    |  |                       |                       |                       |
|  |                      |                      |                      |    |                       |                      |                      |                      |   |  |                      |                       |                      |    |  |                       |                       |                       |
|  | 109                  | Alex Borg            | 6                    | 52 | Liam Highfield        | 6                    | 45                   | Lu Ning              | 5 |  |                      |                       |                      |    |  |                       |                       |                       |
|  | 109                  | Alex Borg            | 6                    | 52 | Liam Highfield        | 6                    | 45                   | Lu Ning              | 5 |  |                      |                       |                      |    |  |                       |                       |                       |
|  | 130                  | Patrick Whelan       | 4                    |    |                       | 109                  | Alex Borg            | 1                    |   |  | 52                   | Liam Highfield        | 6                    |    |  | 52                    | Liam Highfield        | 7                     |
|  | 130                  | Patrick Whelan       | 4                    |    |                       | 109                  | Alex Borg            | 1                    |   |  | 52                   | Liam Highfield        | 6                    |    |  | 52                    | Liam Highfield        | 7                     |
|  | 84                   | Fan Zhengyi          | 6                    | 77 | Dominic Dale          | 6                    | 20                   | Thepchaiya Un-Nooh   | 6 |  |                      | 20                    | Thepchaiya Un-Nooh   | 10 |  |                       |                       |                       |
|  | 84                   | Fan Zhengyi          | 6                    | 77 | Dominic Dale          | 6                    | 20                   | Thepchaiya Un-Nooh   | 6 |  |                      | 20                    | Thepchaiya Un-Nooh   | 10 |  |                       |                       |                       |
|  | 119                  | Dylan Emery          | 4                    |    |                       | 84                   | Fan Zhengyi          | 4                    |   |  | 77                   | Dominic Dale          | 1                    |    |  |                       |                       |                       |
|  | 119                  | Dylan Emery          | 4                    |    |                       | 84                   | Fan Zhengyi          | 4                    |   |  | 77                   | Dominic Dale          | 1                    |    |  |                       |                       |                       |
|  |                      |                      |                      |    |                       |                      |                      |                      |   |  |                      |                       |                      |    |  |                       |                       |                       |
|  | 83                   | Chen Feilong         | 6                    | 78 | Alexander Ursenbacher | 6                    | 19                   | Gary Wilson          | 3 |  |                      |                       |                      |    |  |                       |                       |                       |
|  | 83                   | Chen Feilong         | 6                    | 78 | Alexander Ursenbacher | 6                    | 19                   | Gary Wilson          | 3 |  |                      |                       |                      |    |  |                       |                       |                       |
|  | 114                  | Aaron Hill           | 2                    |    |                       | 83                   | Chen Feilong         | 1                    |   |  | 78                   | Alexander Ursenbacher | 6                    |    |  | 78                    | Alexander Ursenbacher | 10                    |
|  | 114                  | Aaron Hill           | 2                    |    |                       | 83                   | Chen Feilong         | 1                    |   |  | 78                   | Alexander Ursenbacher | 6                    |    |  | 78                    | Alexander Ursenbacher | 10                    |
|  | 110                  | Riley Parsons        | 1                    | 51 | Andrew Higginson      | 6                    | 46                   | Daniel Wells         | 5 |  |                      | 51                    | Andrew Higginson     | 8  |  |                       |                       |                       |
|  | 110                  | Riley Parsons        | 1                    | 51 | Andrew Higginson      | 6                    | 46                   | Daniel Wells         | 5 |  |                      | 51                    | Andrew Higginson     | 8  |  |                       |                       |                       |
|  | 124                  | Hayden Staniland     | 6                    |    |                       | 124                  | Hayden Staniland     | 0                    |   |  | 51                   | Andrew Higginson      | 6                    |    |  |                       |                       |                       |
|  | 124                  | Hayden Staniland     | 6                    |    |                       | 124                  | Hayden Staniland     | 0                    |   |  | 51                   | Andrew Higginson      | 6                    |    |  |                       |                       |                       |
|  |                      |                      |                      |    |                       |                      |                      |                      |   |  |                      |                       |                      |    |  |                       |                       |                       |
|  | 94                   | Kacper Filipiak      | 6                    | 67 | Mike Dunn             | 6                    | 30                   | Martin O’Donnell     | 6 |  |                      |                       |                      |    |  |                       |                       |                       |
|  | 94                   | Kacper Filipiak      | 6                    | 67 | Mike Dunn             | 6                    | 30                   | Martin O’Donnell     | 6 |  |                      |                       |                      |    |  |                       |                       |                       |
|  | 113                  | Andrew Pagett        | 3                    |    |                       | 94                   | Kacper Filipiak      | 5                    |   |  | 67                   | Mike Dunn             | 4                    |    |  | 30                    | Martin O’Donnell      | 3                     |
|  | 113                  | Andrew Pagett        | 3                    |    |                       | 94                   | Kacper Filipiak      | 5                    |   |  | 67                   | Mike Dunn             | 4                    |    |  | 30                    | Martin O’Donnell      | 3                     |
|  | 99                   | David Lilley         | 4                    | 62 | Elliot Slessor        | 6                    | 35                   | Ben Woollaston       | 1 |  |                      | 62                    | Elliot Slessor       | 10 |  |                       |                       |                       |
|  | 99                   | David Lilley         | 4                    | 62 | Elliot Slessor        | 6                    | 35                   | Ben Woollaston       | 1 |  |                      | 62                    | Elliot Slessor       | 10 |  |                       |                       |                       |
|  | 143                  | Antoni Kowalski      | 6                    |    |                       | 143                  | Antoni Kowalski      | 2                    |   |  | 62                   | Elliot Slessor        | 6                    |    |  |                       |                       |                       |
|  | 143                  | Antoni Kowalski      | 6                    |    |                       | 143                  | Antoni Kowalski      | 2                    |   |  | 62                   | Elliot Slessor        | 6                    |    |  |                       |                       |                       |
|  |                      |                      |                      |    |                       |                      |                      |                      |   |  |                      |                       |                      |    |  |                       |                       |                       |
|  | 102                  | Jamie O’Neill        | 6                    | 59 | Michael White         | 6                    | 38                   | Noppon Saengkham     | 6 |  |                      |                       |                      |    |  |                       |                       |                       |
|  | 102                  | Jamie O’Neill        | 6                    | 59 | Michael White         | 6                    | 38                   | Noppon Saengkham     | 6 |  |                      |                       |                      |    |  |                       |                       |                       |
|  | 128                  | Oliver Brown         | 5                    |    |                       | 102                  | Jamie O’Neill        | 5                    |   |  | 59                   | Michael White         | 4                    |    |  | 38                    | Noppon Saengkham      | 10                    |
|  | 128                  | Oliver Brown         | 5                    |    |                       | 102                  | Jamie O’Neill        | 5                    |   |  | 59                   | Michael White         | 4                    |    |  | 38                    | Noppon Saengkham      | 10                    |
|  | 91                   | Eden Szaraw          | 6                    | 70 | Nigel Bond            | 3                    | 27                   | Lyu Haotian          | 2 |  |                      | 91                    | Eden Szaraw          | 2  |  |                       |                       |                       |
|  | 91                   | Eden Szaraw          | 6                    | 70 | Nigel Bond            | 3                    | 27                   | Lyu Haotian          | 2 |  |                      | 91                    | Eden Szaraw          | 2  |  |                       |                       |                       |
|  | 141                  | Daniel Womersley     | 3                    |    |                       | 91                   | Eden Szaraw          | 6                    |   |  | 91                   | Eden Szaraw           | 6                    |    |  |                       |                       |                       |
|  | 141                  | Daniel Womersley     | 3                    |    |                       | 91                   | Eden Szaraw          | 6                    |   |  | 91                   | Eden Szaraw           | 6                    |    |  |                       |                       |                       |
|  |                      |                      |                      |    |                       |                      |                      |                      |   |  |                      |                       |                      |    |  |                       |                       |                       |
|  | 107                  | Andy Hicks           | 6                    | 54 | Sam Craigie           | 6                    | 43                   | Anthony Hamilton     | 6 |  |                      |                       |                      |    |  |                       |                       |                       |
|  | 107                  | Andy Hicks           | 6                    | 54 | Sam Craigie           | 6                    | 43                   | Anthony Hamilton     | 6 |  |                      |                       |                      |    |  |                       |                       |                       |
|  | 118                  | Reanne Evans         | 3                    |    |                       | 107                  | Andy Hicks           | 0                    |   |  | 54                   | Sam Craigie           | 3                    |    |  | 43                    | Anthony Hamilton      | 10                    |
|  | 118                  | Reanne Evans         | 3                    |    |                       | 107                  | Andy Hicks           | 0                    |   |  | 54                   | Sam Craigie           | 3                    |    |  | 43                    | Anthony Hamilton      | 10                    |
|  | 86                   | Jackson Page         | 6                    | 75 | Harvey Chandler       | 2                    | 22                   | Scott Donaldson      | 6 |  |                      | 22                    | Scott Donaldson      | 5  |  |                       |                       |                       |
|  | 86                   | Jackson Page         | 6                    | 75 | Harvey Chandler       | 2                    | 22                   | Scott Donaldson      | 6 |  |                      | 22                    | Scott Donaldson      | 5  |  |                       |                       |                       |
|  | 137                  | Chae Ross            | 3                    |    |                       | 86                   | Jackson Page         | 6                    |   |  | 86                   | Jackson Page          | 3                    |    |  |                       |                       |                       |
|  | 137                  | Chae Ross            | 3                    |    |                       | 86                   | Jackson Page         | 6                    |   |  | 86                   | Jackson Page          | 3                    |    |  |                       |                       |                       |
|  |                      |                      |                      |    |                       |                      |                      |                      |   |  |                      |                       |                      |    |  |                       |                       |                       |
|  | 87                   | Si Jiahui            | 2                    | 74 | Ashley Carty          | 6                    | 23                   | Jimmy Robertson      | 4 |  |                      |                       |                      |    |  |                       |                       |                       |
|  | 87                   | Si Jiahui            | 2                    | 74 | Ashley Carty          | 6                    | 23                   | Jimmy Robertson      | 4 |  |                      |                       |                      |    |  |                       |                       |                       |
|  | 120                  | Ross Muir            | 6                    |    |                       | 120                  | Ross Muir            | 4                    |   |  | 74                   | Ashley Carty          | 6                    |    |  | 74                    | Ashley Carty          | 10                    |
|  | 120                  | Ross Muir            | 6                    |    |                       | 120                  | Ross Muir            | 4                    |   |  | 74                   | Ashley Carty          | 6                    |    |  | 74                    | Ashley Carty          | 10                    |
|  | 106                  | Jimmy White          | 6                    | 55 | Michael Georgiou      | 4                    | 42                   | Robert Milkins       | 6 |  |                      | 42                    | Robert Milkins       | 8  |  |                       |                       |                       |
|  | 106                  | Jimmy White          | 6                    | 55 | Michael Georgiou      | 4                    | 42                   | Robert Milkins       | 6 |  |                      | 42                    | Robert Milkins       | 8  |  |                       |                       |                       |
|  | 144                  | Iwan Kakowskij       | 3                    |    |                       | 106                  | Jimmy White          | 6                    |   |  | 106                  | Jimmy White           | 1                    |    |  |                       |                       |                       |
|  | 144                  | Iwan Kakowskij       | 3                    |    |                       | 106                  | Jimmy White          | 6                    |   |  | 106                  | Jimmy White           | 1                    |    |  |                       |                       |                       |
|  |                      |                      |                      |    |                       |                      |                      |                      |   |  |                      |                       |                      |    |  |                       |                       |                       |
|  | 90                   | Soheil Vahedi        | 1                    | 71 | Lee Walker            | 1                    | 26                   | Matthew Selt         | 6 |  |                      |                       |                      |    |  |                       |                       |                       |
|  | 90                   | Soheil Vahedi        | 1                    | 71 | Lee Walker            | 1                    | 26                   | Matthew Selt         | 6 |  |                      |                       |                      |    |  |                       |                       |                       |
|  | 129                  | Allan Taylor         | 6                    |    |                       | 129                  | Allan Taylor         | 6                    |   |  | 129                  | Allan Taylor          | 3                    |    |  | 26                    | Matthew Selt          | 1                     |
|  | 129                  | Allan Taylor         | 6                    |    |                       | 129                  | Allan Taylor         | 6                    |   |  | 129                  | Allan Taylor          | 3                    |    |  | 26                    | Matthew Selt          | 1                     |
|  | 103                  | Duane Jones          | 6                    | 58 | Joe O’Connor          | 6                    | 39                   | Kurt Maflin          | 6 |  |                      | 39                    | Kurt Maflin          | 10 |  |                       |                       |                       |
|  | 103                  | Duane Jones          | 6                    | 58 | Joe O’Connor          | 6                    | 39                   | Kurt Maflin          | 6 |  |                      | 39                    | Kurt Maflin          | 10 |  |                       |                       |                       |
|  | 138                  | Christopher Keogan   | 1                    |    |                       | 103                  | Duane Jones          | 3                    |   |  | 58                   | Joe O’Connor          | 5                    |    |  |                       |                       |                       |
|  | 138                  | Christopher Keogan   | 1                    |    |                       | 103                  | Duane Jones          | 3                    |   |  | 58                   | Joe O’Connor          | 5                    |    |  |                       |                       |                       |
|  |                      |                      |                      |    |                       |                      |                      |                      |   |  |                      |                       |                      |    |  |                       |                       |                       |
|  | 98                   | Rod Lawler           | 6                    | 63 | Fergal O’Brien        | 6                    | 34                   | Luca Brecel          | 5 |  |                      |                       |                      |    |  |                       |                       |                       |
|  | 98                   | Rod Lawler           | 6                    | 63 | Fergal O’Brien        | 6                    | 34                   | Luca Brecel          | 5 |  |                      |                       |                      |    |  |                       |                       |                       |
|  | 115                  | Ross Bulman          | 5                    |    |                       | 98                   | Rod Lawler           | 3                    |   |  | 63                   | Fergal O’Brien        | 6                    |    |  | 63                    | Fergal O’Brien        | 9                     |
|  | 115                  | Ross Bulman          | 5                    |    |                       | 98                   | Rod Lawler           | 3                    |   |  | 63                   | Fergal O’Brien        | 6                    |    |  | 63                    | Fergal O’Brien        | 9                     |
|  | 95                   | Adam Stefanów        | 5                    | 66 | Alfie Burden          | 6                    | 31                   | Liang Wenbo          | 6 |  |                      | 31                    | Liang Wenbo          | 10 |  |                       |                       |                       |
|  | 95                   | Adam Stefanów        | 5                    | 66 | Alfie Burden          | 6                    | 31                   | Liang Wenbo          | 6 |  |                      | 31                    | Liang Wenbo          | 10 |  |                       |                       |                       |
|  | 133                  | Tyler Rees           | 6                    |    |                       | 133                  | Tyler Rees           | 3                    |   |  | 66                   | Alfie Burden          | 2                    |    |  |                       |                       |                       |
|  | 133                  | Tyler Rees           | 6                    |    |                       | 133                  | Tyler Rees           | 3                    |   |  | 66                   | Alfie Burden          | 2                    |    |  |                       |                       |                       |
|  |                      |                      |                      |    |                       |                      |                      |                      |   |  |                      |                       |                      |    |  |                       |                       |                       |
|  | 111                  | Ashley Hugill        | 4                    | 50 | Robbie Williams       | 4                    | 47                   | Alan McManus         | 6 |  |                      |                       |                      |    |  |                       |                       |                       |
|  | 111                  | Ashley Hugill        | 4                    | 50 | Robbie Williams       | 4                    | 47                   | Alan McManus         | 6 |  |                      |                       |                      |    |  |                       |                       |                       |
|  | 123                  | Wu Yize              | 6                    |    |                       | 123                  | Wu Yize              | 6                    |   |  | 123                  | Wu Yize               | 3                    |    |  | 47                    | Alan McManus          | 10                    |
|  | 123                  | Wu Yize              | 6                    |    |                       | 123                  | Wu Yize              | 6                    |   |  | 123                  | Wu Yize               | 3                    |    |  | 47                    | Alan McManus          | 10                    |
|  | 82                   | Kishan Hirani        | 6                    | 79 | Louis Heathcote       | 6                    | 18                   | Allister Carter      | 3 |  |                      | 79                    | Louis Heathcote      | 5  |  |                       |                       |                       |
|  | 82                   | Kishan Hirani        | 6                    | 79 | Louis Heathcote       | 6                    | 18                   | Allister Carter      | 3 |  |                      | 79                    | Louis Heathcote      | 5  |  |                       |                       |                       |
|  | 139                  | Robin Hull           | 5                    |    |                       | 82                   | Kishan Hirani        | 3                    |   |  | 79                   | Louis Heathcote       | 6                    |    |  |                       |                       |                       |
|  | 139                  | Robin Hull           | 5                    |    |                       | 82                   | Kishan Hirani        | 3                    |   |  | 79                   | Louis Heathcote       | 6                    |    |  |                       |                       |                       |

### Breaki stupunktowe kwalifikacji
W kwalifikacjach łącznie zostały wbite 53 breaki stupunktowe w wykonaniu 33 zawodników. Najwięcej z nich (po cztery) wbili Allan Taylor oraz Elliot Slessor.

- 145, 134, 120, 112  Allan Taylor
- 141  Liang Wenbo
- 141  Alexander Ursenbacher
- 139, 124  Robert Milkins
- 134  Wu Yize
- 133, 111, 101  Tom Ford
- 133, 105  Hossein Vafaei
- 133  Liam Highfield
- 131, 110, 104  Ricky Walden
- 131, 109  Anthony Hamilton
- 130, 124, 111, 101  Elliot Slessor
- 127, 114, 102  Luca Brecel
- 127, 109  Jordan Brown
- 127  Martin Gould
- 125  Mark King
- 123, 108  Ryan Day
- 123, 108  Anthony McGill
- 121  Michael Georgiou
- 120  Michael White
- 117, 106  Thepchaiya Un-Nooh
- 114, 111  Barry Pinches
- 112  Oliver Lines
- 110  Sam Baird
- 109  Chen Feilong
- 109  Craig Steadman
- 104  Hammad Miah
- 103  Kurt Maflin
- 102  Si Jiahui
- 102  Sunny Akani
- 101  Aaron Hill
- 101  Jackson Page
- 100  Robbie Williams
- 100  Gerard Greene

## Prawa telewizyjne

### Faza telewizyjna
Fazę telewizyjną turnieju można było śledzić w licznych kanałach telewizyjnych oraz platformach streamingowych na całym świecie:

- Afryka Północna – Eurosport
- Australia – Eurosport
- Bangladesz – Facebook[d]
- Bliski Wschód – Eurosport
- Brazylia – DAZN
- Chiny – CCTV, Superstars Online, Youku, Zhibo.tv, Migu
- Europa – Eurosport, Eurosport Player
- Hongkong – NowTV
- Indie – Facebook[d]
- Indonezja – Pace Sports Channel
- Japonia – DAZN
- Kanada – DAZN
- Makau – TDM
- Malezja – Astro Supersport
- Nowa Zelandia – Sky Sports
- Pakistan – Facebook[d]
- Sri Lanka – Facebook[d]
- Stany Zjednoczone – DAZN
- Świat – Matchroom Live[e]
- Tajlandia – Truesport
- Tajwan – Sportcast
- Wielka Brytania – BBC

### Kwalifikacje
Po raz pierwszy w historii telewizja Eurosport przeprowadziła relacje z kwalifikacji na kanałach swojej stacji. Ponadto transmisje z kwalifikacji były dostępne w platformach streamingowych:
- Chiny – Superstars Online, Youku, Zhibo.tv, Liaoning TV, Migu
- Europa – Eurosport, Eurosport Player
- Świat – Matchroom Live[e]